# Franklin Pierce
Pour les articles homonymes, voir Pierce.
Franklin Pierce, né le 23 novembre 1804 à Hillsborough (New Hampshire) et mort le 8 octobre 1869 à Concord (New Hampshire), est un homme d'État américain. Membre du Parti démocrate, il est le 14e président des États-Unis (1853-1857), à une époque où la question de l'esclavage déchire le pays.
Avocat de profession, il commence sa carrière politique en 1833 à la Chambre des représentants des États-Unis, élu dans le New Hampshire ; il est élu au Sénat en 1837, également dans son État natal. Nommé à la cour de district du New Hampshire en 1845, il combat lors de la guerre américano-mexicaine avec le grade de brigadier-général deux ans plus tard.
Considéré comme un candidat de compromis par le Parti démocrate, il est désigné en 1852 pour briguer la présidence du pays aux côtés de William R. King. Il remporte aisément l'élection présidentielle face au candidat whig, Winfield Scott.
Considérant le mouvement abolitionniste comme une menace pour l'unité du pays, il mène une politique favorable aux intérêts esclavagistes en défendant l'acte Kansas-Nebraska et en faisant appliquer le Fugitive Slave Act. Il est par la suite considéré comme l'un des pires présidents américains pour son incapacité à juguler la crise qui mène à la guerre de Sécession quelques années après sa présidence.
Franklin Pierce et son cabinet s'efforcent d'améliorer l'efficacité étatique et de réduire la corruption de l'administration, mais ces succès n'empêchent pas de nombreuses tensions politiques. Au niveau international, il embrasse les idéaux expansionnistes du mouvement Young America ; il négocie l'achat Gadsden avec le Mexique ainsi que des accords commerciaux avec le Canada et le Japon.
Sa popularité dans les États abolitionnistes du Nord s'effondre après l'adoption de l'acte Kansas-Nebraska et les violences qui amènent un gouvernement esclavagiste au pouvoir dans le Kansas en violation du compromis de 1820. Critiqué au sein même de son camp, il ne parvient pas à obtenir la nomination de son parti pour un second mandat en 1856. Ses critiques envers le président Abraham Lincoln durant la guerre de Sécession ne font rien pour améliorer sa réputation au nord.
Affable, Franklin Pierce connaît une vie familiale émaillée de tragédies. Son épouse, Jane, a une santé fragile et souffre de dépression une grande partie de sa vie, une situation aggravée par la mort prématurée de leurs enfants ; leur troisième fils est notamment tué lors d'un accident de train qui manque de tuer le couple peu avant la cérémonie d'investiture. Alcoolique, Pierce meurt d'une cirrhose à l'âge de 64 ans.

## Jeunesse

### Enfance

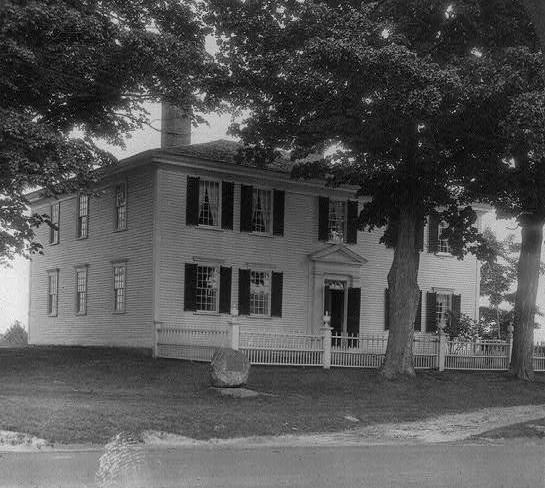
Photographie de la maison où grandit Pierce à Hillsborough dans le New Hampshire. La résidence est aujourd'hui un National Historic Landmark.

Franklin Pierce naît dans une cabane à Hillsborough dans le New Hampshire le 23 novembre 1804. Il est le cinquième enfant de Benjamin Pierce (en) et de sa seconde épouse Anna Kendrick ; sa première femme, Elizabeth Andrews, était morte en couches en 1787 en donnant naissance à sa première fille. Benjamin Pierce avait combattu comme lieutenant durant la guerre d'indépendance américaine et avait quitté Chelmsford dans le Massachusetts après avoir acheté un terrain de 50 acres (20 ha) à Hillsborough. L'histoire américaine de la famille remontait aux années 1630 avec l'arrivée dans la colonie de la baie du Massachusetts de Thomas Pierce originaire du Shropshire en Angleterre. Benjamin Pierce était un membre influent du Parti républicain-démocrate qui siégea à la Chambre des représentants du New Hampshire de 1789 à 1802 avant d'intégrer le conseil exécutif de l'État et de devenir shérif du comté de Hillsborough ; le jeune Franklin Pierce grandit donc dans un environnement politisé.
Son père, qui voulait que ses enfants reçoivent une éducation universitaire, envoya Pierce âgé de 12 ans au collège privé de Hancock. Le garçon n'aimait cependant pas les études et, malheureux, il décida de rentrer chez lui. Il parcourut à pied les 20 kilomètres séparant les deux villes et arriva le dimanche soir dans sa famille. Le lendemain, son père décida de le ramener en calèche à l'école mais au bout de quelques kilomètres, il fit descendre son fils de l'attelage et lui ordonna de marcher jusqu'à sa destination sous une pluie battante ; Pierce indiqua par la suite que cela fut « le tournant de [sa] vie ». Plus tard dans l'année, il fut envoyé à la Phillips Exeter Academy pour préparer son admission à l'université. Il y développa une réputation d'élève charmant mais parfois perturbateur.

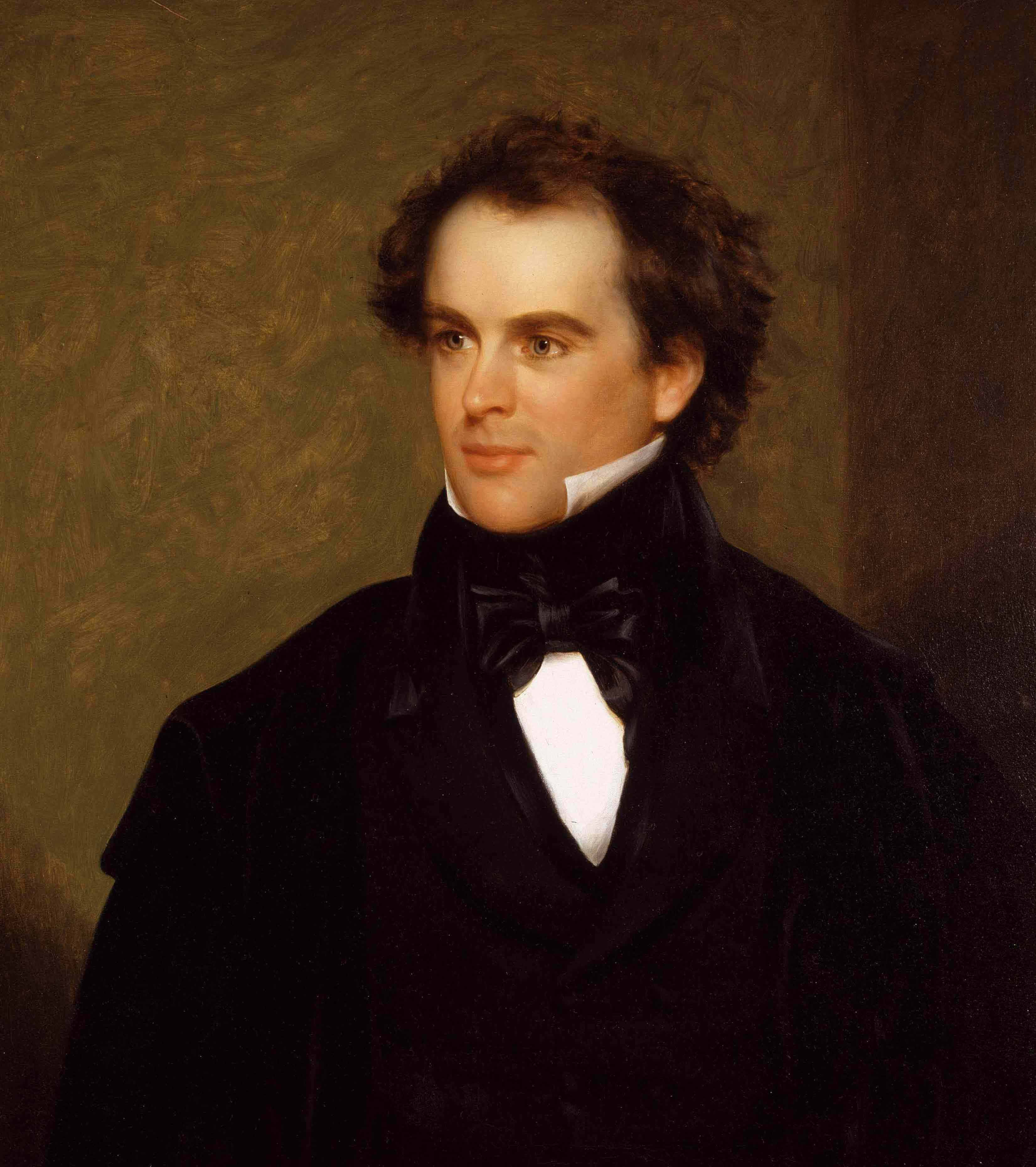
Le romancier Nathaniel Hawthorne fut un ami proche de Pierce dont il écrivit une biographie élogieuse, The Life of Franklin Pierce, lors de sa campagne présidentielle de 1852.

À l'automne 1820, Pierce intégra le Bowdoin College de Brunswick dans le Maine. Il y forma une amitié durable avec Jonathan Cilley, qui fut plus tard élu à la Chambre des représentants des États-Unis, et Nathaniel Hawthorne, qui devint un auteur reconnu. Étudiant médiocre, Pierce travailla avec acharnement durant sa troisième année et termina cinquième de sa promotion de quatorze élèves,. En plus de ses études, il enseigna plusieurs mois dans une école rurale à Hebron.
Après avoir brièvement étudié le droit à Portsmouth auprès de l'ancien gouverneur et ami de la famille, Levi Woodbury, il passa un semestre à la faculté de droit de Northampton et accompagna le juge Edmund Parker à Amherst. Il fut admis au barreau à la fin de l'année 1827 et devint avocat à Hillsborough. Même s'il perdit son premier procès et que sa connaissance théorique du droit était incomplète, sa mémoire des noms et des visages ainsi que son charme personnel et sa voix grave le firent rapidement connaître.

### Politiques nationales
En 1824, la désintégration du Parti républicain-démocrate entraîna une reconfiguration du paysage politique américain. Dans le New Hampshire, des personnalités comme Woodbury et Isaac Hill (en) défendaient la création d'un parti de « démocrates » soutenant le général Andrew Jackson. Ils s'opposaient aux fédéralistes et à leurs successeurs nationaux-démocrates menés par le président John Quincy Adams. Les efforts du Parti démocrate du New Hampshire portèrent leurs fruits en mars 1827 quand leur candidat pro-Jackson, Benjamin Pierce, obtint le soutien de la faction pro-Adams et fut élu gouverneur de l'État sans opposition. Ce fut à ce moment que Franklin Pierce entra en politique alors qu'approchait l'élection présidentielle de 1828 entre Jackson et Adams. Lors des élections nationales de mars 1828, la faction pro-Adams retira son soutien à Benjamin Pierce qui perdit son poste de gouverneur mais Franklin Pierce remporta sa première élection en devenant modérateur de la ville de Hillsborough, une fonction à laquelle il fut réélu six années consécutives.
Pierce fit activement campagne dans son district pour Jackson qui remporta largement l'élection au niveau national mais perdit dans le New Hampshire. Ce succès renforça le Parti démocrate et Pierce fut élu la même année à la Chambre des représentants du New Hampshire. Son père fut à nouveau élu gouverneur mais il se retira au bout d'une année. Franklin Pierce fut nommé président du comité sur l'éducation en 1829 et du comité sur les villes l'année suivante. En 1831, les démocrates obtinrent une majorité et Pierce fut élu président de la Chambre. À seulement 27 ans, il était devenu l'étoile montant du parti démocrate du New Hampshire mais malgré ses réussites professionnelles et politiques, Pierce déplorait son célibat et désirait une vie meilleure au-delà d'Hillsborough.
Comme tous les hommes blancs de l'État âgés de 18 à 45 ans, Pierce appartenait à la milice du New Hampshire et fut nommé aide de camp du gouverneur Samuel Dinsmoor (en) en 1831. Il resta dans la milice jusqu'en 1847 et il était alors colonel,. Désireux de revitaliser et de réformer la milice dont l'état avait décliné après la guerre de 1812, Pierce travailla avec Alden Partridge (en), le président de l'université de Norwich, une académie militaire du Vermont pour accroître le recrutement et améliorer l'entraînement et la préparation des forces,. Pierce appartint au conseil d'administration de l'université de 1841 à 1859 et reçut un doctorat honoraire en droit en 1853.
À la fin de l'année 1832, la convention démocrate désigna Pierce pour briguer un siège à la Chambre des représentants des États-Unis. L'élection fut une formalité car le Parti national-républicain avait perdu toute son influence politique tandis que les whigs ne disposaient pas encore d'une forte assise électorale. Le succès de Pierce dans le New Hampshire s'accompagna au niveau national d'un raz de marée en faveur du président sortant, Andrew Jackson. De 1832 jusqu'au milieu des années 1850, le New Hampshire fut un bastion démocrate et cela aida facilita l'ascension politique de Pierce.

### Mariage

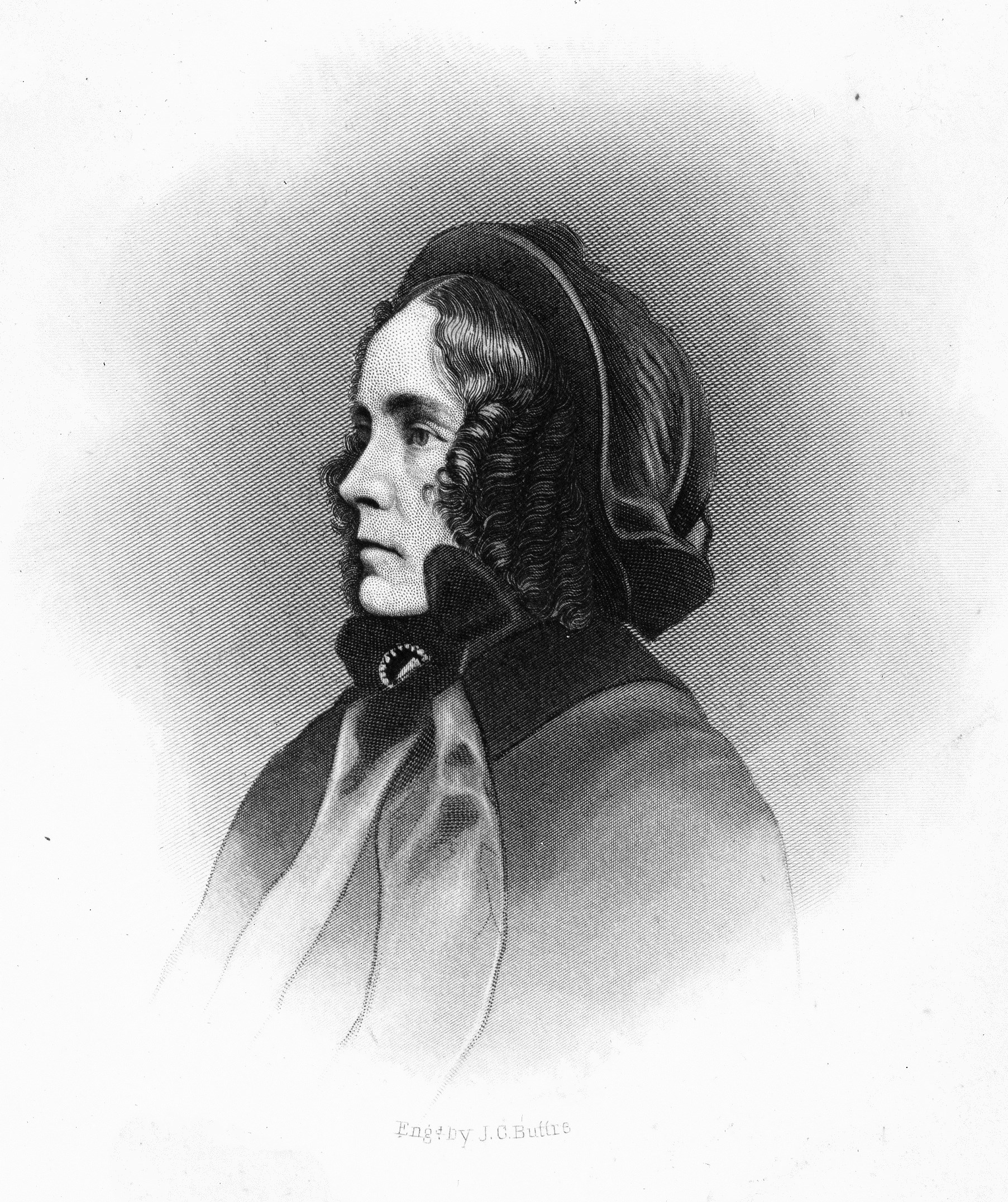
Pieuse et réservée, Jane Pierce était sur de nombreux points à l'opposé de son époux,.

Le 19 novembre 1834, Pierce épousa Jane Means Appleton (12 mars 1806 - 2 décembre 1863), la fille de Jesse Appleton, un pasteur et ancien président du Bowdoin College, et d'Elizabeth Means. Contrairement aux affiliations démocrates de la famille Pierce, les Appleton étaient une influente famille whig. Sur de nombreux points, les partenaires avaient peu en commun. Jane était une femme timide, profondément pieuse et partisane de la tempérance qui encouragea son mari, gros buveur, à s'abstenir de boire. De santé fragile, elle souffrit fréquemment de la tuberculose et de problèmes psychologiques. Par ailleurs, Jane n'aimait pas la politique et détestait en particulier Washington, ce qui causa des tensions dans son couple en raison de l'ascension politique de Pierce,.
Jane détestait tout autant Hillsborough et en 1838, le couple s'installa dans la capitale de l'État, Concord. Ils eurent trois enfants, qui moururent tous dans leur enfance : Franklin, Jr. (2 février 1836 - 5 février 1836), mort trois jours après sa naissance, Frank Robert (27 août 1839 - 14 novembre 1843), mort à quatre ans du typhus, et Benjamin (13 avril 1841 - 6 janvier 1853), qui décéda dans un accident de train.

## Carrière au Congrès

### Chambre des représentants
Pierce quitta Concord pour Washington en novembre 1833 pour participer à l'ouverture de la session parlementaire le 2 décembre. Le second mandat de Jackson avait débuté et le principal objectif de la large majorité démocrate de la Chambre était d'empêcher le renouvellement de la charte de la Seconde Banque des États-Unis. Avec ses collègues, Pierce rejeta les propositions défendues par le Parti whig et la charte expira. Il s'opposa néanmoins à plusieurs reprises à son parti notamment sur la question du financement fédéral de travaux publics. Pour Pierce, ces lois étaient inconstitutionnelles car ces mesures étaient de la responsabilité des États. Hormis cela, son premier mandat fut peu mouvementé et il put poursuivre son activité d'avocat quand il n'était pas à Washington. Il fut facilement réélu en mars 1835 et retourna à la capitale en décembre.
Alors que le mouvement abolitionniste devenait plus puissant, le Congrès était inondé de pétitions lui demandant de prendre des mesures pour limiter ou interdire l'esclavage aux États-Unis. Pierce était personnellement opposé à cette pratique et il déclara : « Je considère l'esclavage comme un fléau social et politique et je souhaite sincèrement qu'il n'ait jamais existé sur cette terre ». En revanche, il considérait l'« agitation » abolitionniste comme une gêne et estimait que des mesures fédérales contre l'esclavage seraient en violation avec les droits des États du Sud. Il fut également irrité par le « sectarisme religieux » des abolitionnistes qui qualifiaient leurs opposants de pécheurs. Il écrivit ainsi en décembre 1835 : « Une chose doit être parfaitement évidente pour tout homme intelligent. Ce mouvement abolitionniste doit être écrasé ou ce sera la fin de l'Union ».
Lorsque son collègue James Henry Hammond de Caroline du Sud chercha à empêcher les pétitions abolitionnistes d'être reçues par la Chambre, Pierce se prononça en faveur du droit des abolitionnistes à rédiger des pétitions. Il vota néanmoins pour ce qui fut surnommé la « règle du bâillon » qui empêchait la lecture ou la prise en compte de ces pétitions et qui fut adoptée en 1836. Il fut qualifié par l'association antiesclavagiste Herald of Freedom du New Hampshire d'être un doughface, un terme péjoratif désignant à la fois un homme sans conviction et un nordiste avec des sympathies sudistes. Dans le même article, l'association contredisait ses affirmations selon lesquelles moins d'un New-Hampshirois sur 500 était abolitionniste en listant toutes les personnes ayant signé sa pétition. Le document fut lu devant le Sénat par John C. Calhoun de Caroline du Sud, ce qui rendit Pierce fou de rage. Il répondit que la plupart des signataires étaient des femmes et des enfants qui n'avaient pas le droit de vote et Calhoun s'excusa.

### Sénat

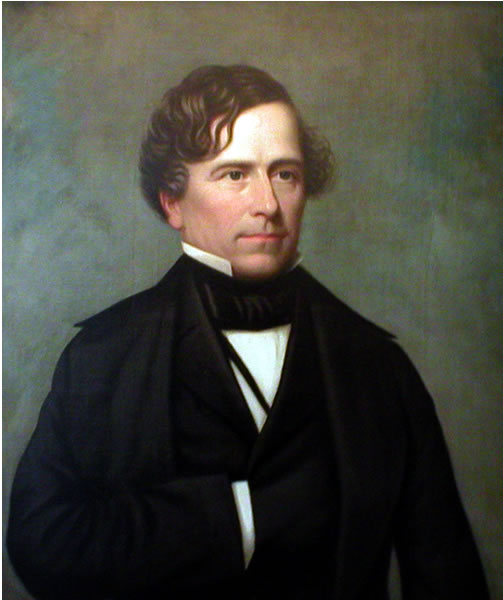
Portrait de Franklin Pierce à une date inconnue

En mai 1836, le sénateur Isaac Hill démissionna pour devenir gouverneur du New Hampshire, ce qui obligea la législature de l'État à lui trouver un successeur. La candidature de Pierce pour le poste fut soutenue par John P. Hale, un ancien du Bowdoin College. Après de longs débats, John Page (en) fut choisi pour terminer le mandat de Hill se terminant en mars 1837 mais Pierce fut élu en décembre 1836 pour un mandat de six ans. À 32 ans, il devenait le plus jeune sénateur de l'histoire américaine mais le moment était difficile car son père et plusieurs de ses frères et sœurs étaient gravement malades tandis que Jane continuait de souffrir d'une santé fragile. En tant que sénateur, il aida son ami Nathaniel Hawthorne à obtenir une sinécure comme responsable du charbon et du sel à la douane de Boston, une fonction qui lui permit de se consacrer pleinement à l'écriture.
Pierce suivit la ligne de son parti sur la plupart des questions. Sénateur compétent, il se trouvait dans l'ombre du Grand Triumvirat formé par Calhoun, Henry Clay et Daniel Webster qui dominait l'assemblée. Le début de son mandat fut marqué par la crise économique provoquée par la panique de 1837. Pierce estimait que le marasme était la conséquence de la croissance rapide du système bancaire au milieu de « l'extravagance des échanges et de la folie de la spéculation ». Refusant que les ressources fédérales servent à soutenir les prêts bancaires spéculatifs, il soutint le nouveau président démocrate Martin Van Buren et sa proposition de création d'un Trésor indépendant des intérêts financiers, un sujet qui clivait le Parti démocrate. Dans le même temps, les débats sur l'esclavage continuaient et les abolitionnistes proposèrent son interdiction dans le district de Columbia sous juridiction fédérale. Pierce s'opposa à cette mesure qu'il considérait être la première étape d'une émancipation générale.
Les questions militaires intéressaient particulièrement Pierce. Il s'opposa à une loi qui aurait grossi les rangs de l'état-major à Washington sans accroître le nombre d'officiers en poste dans le reste du pays. Outré par la corruption dans le paiement des pensions des anciens combattants, il fut élu président du comité sénatorial chargé de cette question de 1839 à 1841. Il profita de cette position pour demander une modernisation de l'armée destinée à renforcer le rôle des milices et à mettre l'accent sur la mobilité plutôt que sur la construction de fortifications côtières qu'il jugeait obsolètes.
Pierce mena une campagne acharnée dans le New Hampshire pour la réélection de Van Buren. Ce dernier remporta l'État mais fut battu par le général William Henry Harrison tandis que les whigs obtinrent la majorité au Congrès. Harrison mourut d'une pneumonie un mois après son investiture et son vice-président John Tyler lui succéda. Pierce et les démocrates s'opposèrent rapidement à la nouvelle administration et critiquèrent sa volonté de créer une banque nationale et l'éviction des fonctionnaires démocrates. Sachant que les démocrates du New Hampshire estimaient que personne ne devait rester sénateur plus d'un mandat, Pierce décida de ne pas se représenter. Cela n'était pas la seule raison de son départ car en plus d'être frustré d'appartenir à l'opposition, il désirait consacrer plus de temps à sa famille et à son activité d'avocat,. Avant de quitter ses fonctions, il s'opposa à une loi allouant des fonds fédéraux aux États en avançant que l'argent devait être utilisé pour moderniser l'armée. Il mit également au défi les whigs de rendre publics les résultats d'une enquête qu'ils avaient lancée sur un possible réseau de corruption démocrate dans le port de New York un an plus tôt.

## Chef du Parti démocrate

### Avocat et homme politique

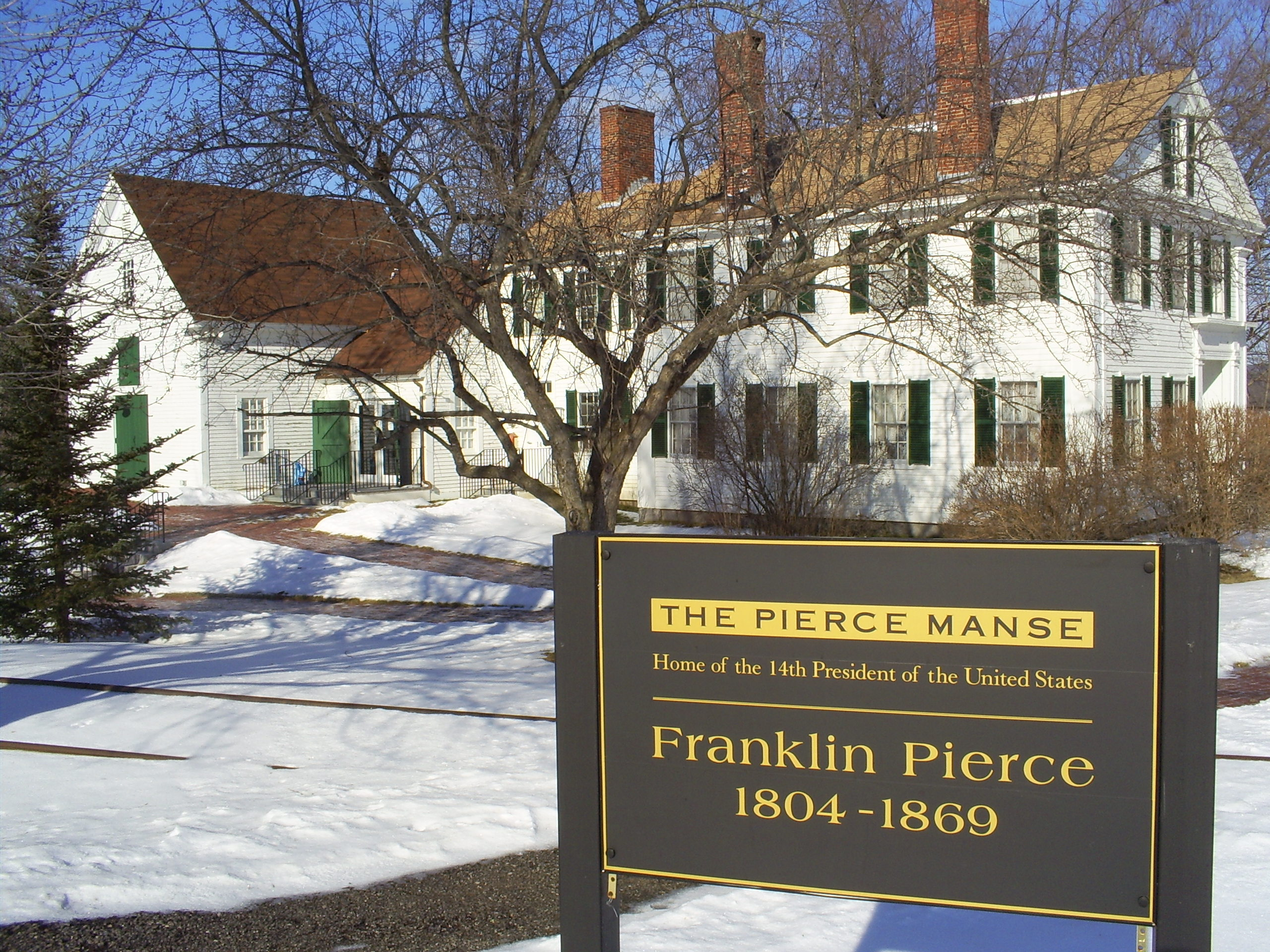
Photographie de la maison de Concord où Pierce résida de 1842 à 1848. Rénovée dans les années 1970, la résidence est aujourd'hui un musée.

Malgré son départ du Sénat, Pierce n'avait aucunement l'intention de se retirer de la vie publique. Son installation à Concord lui donna accès à un plus grand nombre d'affaires judiciaires et permit à Jane d'avoir une vie sociale plus intéressante. Cette dernière était restée à Concord avec Frank et Benjamin durant la fin du mandat de sénateur de son mari et le couple fut affecté par cette séparation. Dans le même temps, Pierce avait fondé un cabinet avec Asa Fowler avec lequel il travaillait lorsqu'il n'était pas au Sénat. Les affaires étaient florissantes ; connu pour sa personnalité affable, son éloquence et son excellente mémoire, il attirait souvent de larges audiences lors de ses procès. Le fait qu'il accepte régulièrement de défendre les plus pauvres sans recevoir d'émoluments accrut encore sa popularité.
Pierce resta impliqué dans les affaires du Parti démocrate de l'État qui était divisé sur plusieurs questions. Le gouverneur Hill, représentant l'aile urbaine et commerçante du parti, soutenait les aides aux entreprises et les expropriations pour la construction de voies ferrées. À l'inverse, l'aile radicale surnommée les « locofocos (en) » défendait les intérêts des agriculteurs et des ruraux et revendiquait la mise en place de programmes sociaux, de législation sur le travail et d'une restriction des avantages aux entreprises. La culture politique devint moins tolérante envers les banques et les entreprises à la suite de la panique de 1837 et Hill ne fut pas reconduit. Pierce était philosophiquement du côté des locofocos et il accepta à contrecœur d'être avocat dans une affaire qui l'opposa à Hill concernant la propriété d'un journal. Hill perdit le procès et créa son propre périodique qu'il utilisa pour attaquer fréquemment Pierce.
En juin 1842, Pierce fut nommé président du comité démocrate du New Hampshire et durant l'élection législative de l'année suivante, il contribua à la victoire de l'aile radicale du parti. Pour apaiser les tensions au sein du parti notamment sur les questions de financement du réseau ferré et de la tempérance, il déclara que ses priorités étaient « l'ordre, la modération, le compromis et l'unité du parti ». Comme il le fit par la suite durant sa présidence, Pierce considérait que l'unité du Parti démocrate dépassait tous les autres sujets et il considérait que l'opposition à l'esclavage était un sujet clivant qui menaçait cette cohésion.
La victoire surprise de l'outsider démocrate James K. Polk lors de l'élection présidentielle de 1844 ravit Pierce qui s'était lié d'amitié avec l'ancien président de la Chambre des représentants durant son passage au Congrès et avait fait campagne pour lui dans le New Hampshire. En retour, le nouveau président le nomma juge à la cour de district du New Hampshire. Le principal objectif de l'administration Polk était de réaliser l'annexion du Texas qui avait fait sécession du Mexique en 1836. Cette question provoqua une rupture entre Pierce et son ancien allié Hale qui siégeait à présent à la Chambre des représentants. Ce dernier écrivit une lettre à plus de 1 400 démocrates du New Hampshire pour exposer son opposition à l'adhésion d'un nouvel État esclavagiste. En réaction, Pierce organisa une convention du Parti démocrate du New Hampshire pour retirer son soutien à un éventuel second mandat de Hale. Cela provoqua un scandale politique et Pierce rompit ses liens avec son vieil ami et avec son partenaire Fowler qui soutenait ce dernier. Hale refusa de retirer sa candidature et comme aucun candidat ne parvenait à obtenir une majorité, la situation était bloquée et le siège vacant. Les whigs et les démocrates partisans de Hale parvinrent finalement à un accord et prirent le contrôle de la législature ; le whig Anthony Colby (en) fut élu gouverneur et le retour de Hale au Sénat ulcéra Pierce.

### Guerre américano-mexicaine
Le service actif dans l'armée était un rêve pour Pierce dont le père et les frères avaient combattu respectivement dans la guerre d'indépendance et la guerre de 1812. En tant que législateur, il avait été un avocat passionné des milices de volontaires et il était lui-même officier dans celle du New Hampshire. Lorsque le Congrès déclara la guerre au Mexique en mai 1846, Pierce se porta immédiatement volontaire même s'il n'existait encore aucun régiment venant de Nouvelle-Angleterre. Son désir de combattre fut l'une des raisons qui le poussèrent à décliner le poste d'avocat général que lui offrait Polk. La progression du général Zachary Taylor dans le Nord du Mexique fut lente et le général Winfield Scott proposa de prendre le port de Veracruz pour pouvoir attaquer directement Mexico. Le Congrès approuva la création de dix régiments et Pierce, devenu colonel, fut nommé à la tête du 9e régiment d'infanterie en février 1847.

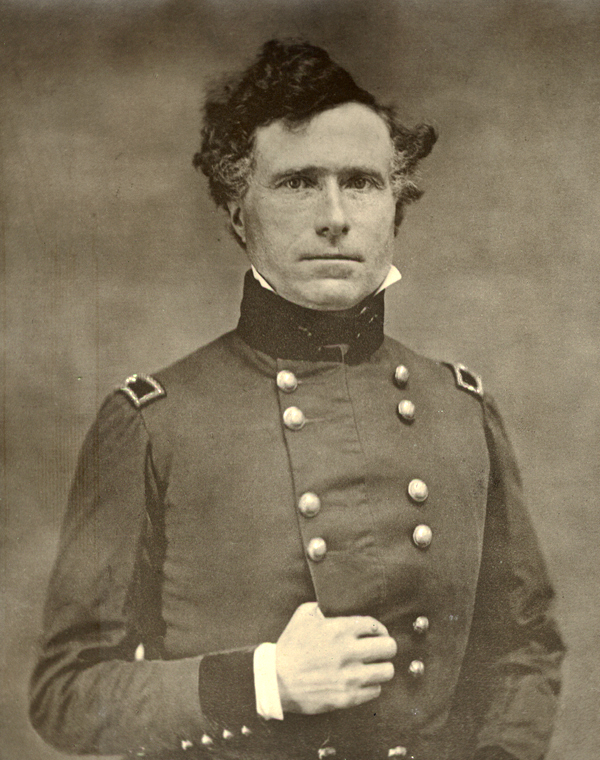
La participation de Pierce à la guerre américano-mexicaine améliora fortement sa popularité.

Le 3 mars, Pierce fut promu brigadier-général et fut chargé de renforcer l'armée de Scott. Ayant besoin de temps pour assembler sa brigade, il arriva à Veracruz à la fin du mois de juin après la prise de la ville et il prépara une colonne de ravitaillement de 2 500 hommes pour soutenir l'avancée de Scott. La progression de trois semaines dans l'intérieur des terres fut difficile et plusieurs attaques mexicaines furent repoussées avant que l'unité ne rejoigne Scott au début du mois d'août juste avant la bataille de Contreras. Lors de cet affrontement, le cheval de Pierce fut effrayé durant une charge et trébucha. Frappé à l'aine par la selle et écrasé par le cheval durant sa chute, Pierce fut sévèrement blessé au genou. Croyant que son officier s'était évanoui, un soldat demanda qu'il soit remplacé en déclarant que le « général Pierce est un satané froussard ». Malgré sa blessure au genou, il voulut participer aux combats du lendemain mais il fut incapable de suivre le rythme de ses hommes.
Alors que la bataille de Churubusco approchait, Scott ordonna à Pierce de rester à l'arrière, ce à quoi il répondit : « Pour l'amour de Dieu, général, c'est la dernière grande bataille et je dois mener ma brigade ». Scott céda et Pierce rejoignit le combat sanglé sur sa selle mais la douleur dans sa jambe fut si violente qu'il s'évanouit sur le champ de bataille. Les Américains furent victorieux et il participa à la prise de Mexico à la mi-septembre même si sa brigade fut essentiellement gardée en réserve et qu'il fut alité une grande partie de la bataille en raison de la dysenterie,. Pierce resta à la tête de sa brigade durant les trois mois d'occupation de la ville mais il fut frustré par la lenteur des négociations de paix et il essaya de se tenir à l'écart des fréquents conflits entre Scott et ses subordonnés.
Pierce fut finalement autorisé à retourner à Concord à la fin du mois de décembre 1847. Il fut accueilli en héros et présenta sa démission de l'armée qui fut approuvée le 20 mars 1848. Ses succès militaires accrurent sa popularité dans le New Hampshire mais sa blessure à la jambe et les problèmes qu'elle lui avait posés durant les combats donnèrent lieu à des accusations de lâcheté. Le général Ulysses S. Grant, qui eut l'occasion de côtoyer personnellement Pierce durant la guerre rejeta les accusations de couardise dans ses mémoires écrites plusieurs années après sa mort. Il nota ainsi : « Quelles qu'aient été les qualifications de Pierce pour la présidence, il était un gentleman et un homme de courage. Je n'étais pas un de ses soutiens politiques mais je l'ai connu plus intiment que tout autre général volontaire ». Pierce avait démontré qu'il était un officier compétent notamment lors de l'avancée depuis Veracruz mais son court service et les effets de sa blessure rendent difficile une évaluation précise de ses compétences militaires par les historiens.

### Retour dans le New Hampshire

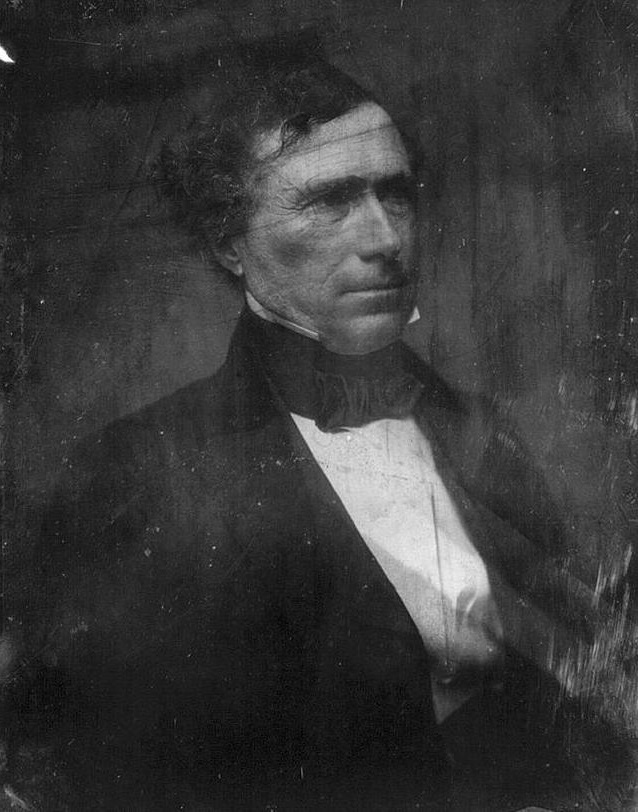
Daguerréotype de Pierce datant des années 1850.

Revenu à Concord, Pierce reprit son activité d'avocat et il défendit notamment la liberté religieuse des shakers. Son rôle de chef de parti continuait néanmoins d'occuper la plus grande partie de son temps et il affronta à nouveau au sénateur Hale qui s'était opposé à la guerre avec le Mexique et exigeait l'abolition de l'esclavage.
L'importante cession mexicaine désignant les territoires perdus par le Mexique après la guerre avec les États-Unis provoqua d'intenses débats politiques. Beaucoup de nordistes voulaient interdire l'esclavage dans ces territoires et présentèrent sans succès l'amendement Wilmot pour s'en assurer. D'autres voulaient que l'esclavage y soit interdit au nord du 36°30′ parallèle défini par le compromis de 1820 ; ces deux propositions furent immédiatement rejetées par les sudistes. La controverse cliva le Parti démocrate et lors de la convention de 1848, la désignation de l'ancien sénateur Lewis Cass du Michigan fut rejeté par les partisans antiesclavagistes de l'ancien président Van Buren qui firent défection pour former le Parti du sol libre. De leur côté, les whigs désignèrent le général Taylor dont l'opinion sur la plupart des questions brûlantes de la période était inconnue. Malgré son soutien antérieur pour Van Buren, Pierce rejoignit le camp de Cass et refusa de briguer la vice-présidence sur le ticket du Parti du sol libre. Peut-être en raison des efforts de Pierce, Taylor qui fut élu président fit son plus mauvais score dans le New Hampshire.
Le sénateur whig Henry Clay du Kentucky espérait pouvoir régler la question de l'esclavage avec ce qui fut appelé le compromis de 1850. La proposition n'obtenant pas de majorité au Sénat, le sénateur Stephen A. Douglas de l'Illinois suggéra que le texte soit divisé en lois séparées pour que chaque législateur puisse voter contre les clauses refusées par son État sans que le projet global ne soit rejeté. Cela fonctionna et le compromis fut signé par le président Millard Fillmore qui avait succédé à Taylor mort en juillet 1850. Pierce soutenait totalement le texte et quand en décembre 1850, le candidat démocrate pour le poste de gouverneur du New Hampshire John Atwood publia une lettre dans laquelle il s'opposait au compromis, il obtint que le soutien du parti lui soit retiré. Cet incident affecta la réussite des démocrates qui perdirent plusieurs sièges à la législature de l'État mais le parti conserva la majorité et était bien positionné pour la prochaine élection présidentielle.

## Élection présidentielle de 1852

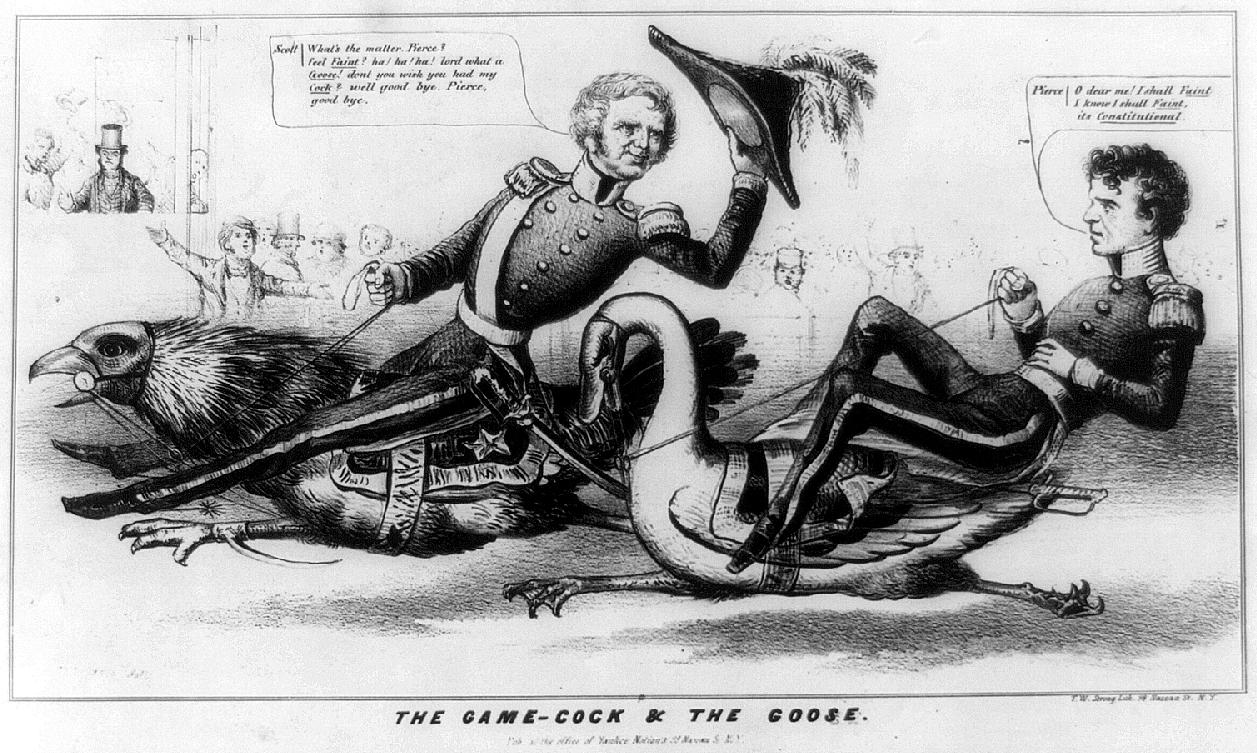
L'évanouissement de Pierce durant la bataille de Churubusco fut utilisée par les whigs pour le présenter comme un dirigeant faible,. Dans cette caricature, il est dépassé par son adversaire Winfield Scott (à gauche).

À l'approche de l'élection présidentielle de 1852, le Parti démocrate restait profondément divisé sur la question de l'esclavage même si la plupart des antiesclavagistes qui avaient formé le Parti du sol libre l'avaient réintégré. Beaucoup s'attendaient donc à ce qu'aucun candidat à l'investiture démocrate ne parvienne à obtenir une majorité des deux tiers lors de la convention nationale. Pierce, comme les autres délégués du New Hampshire, avait soutenu la candidature de son ancien mentor Levi Woodbury, devenu juge assesseur de la Cour suprême. Sa mort en septembre 1851 permit à Pierce d'apparaître comme un outsider à la manière de Polk huit ans plus tôt d'autant plus que les délégués du New Hampshire avançaient qu'ils devaient fournir le candidat à la présidence étant donné que leur État avait été le plus solide des bastions démocrates. Parmi ses adversaires figuraient Douglas, Cass, William L. Marcy de New York, James Buchanan de Pennsylvanie, Sam Houston du Texas et Thomas Hart Benton du Missouri,.
Malgré l'appui de son État, les chances de Pierce semblaient faibles car il n'avait pas occupé de fonctions exécutives depuis plus d'une décennie et n'avait pas la notoriété nationale de ses rivaux. Il déclara publiquement qu'une désignation « révulserait profondément [ses] goûts et souhaits » mais étant donné le désir des démocrates du New Hampshire de voir élu l'un des leurs, il savait que sa position à la tête du parti serait menacée s'il refusait de concourir,. Il autorisa donc ses partisans à faire campagne pour lui et pour élargir sa base dans le Sud, il écrivit des lettres dans lesquelles il réaffirmait son soutien au compromis de 1850 y compris au controversé Fugitive Slave Act contraignant les fonctionnaires, notamment nordistes, à arrêter les esclaves en fuite,.

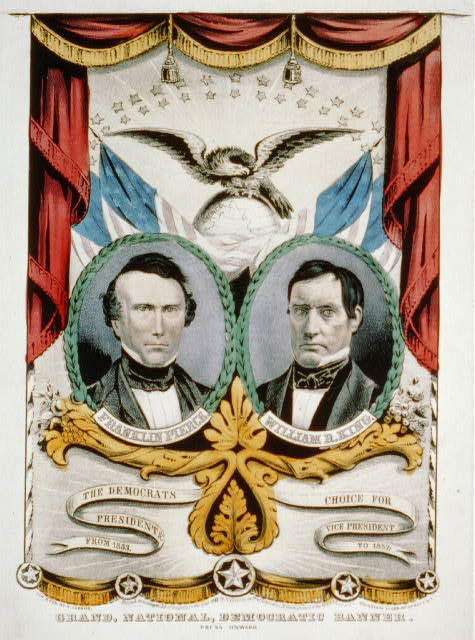
Affiche de campagne pour le ticket Pierce/King.

La convention débuta le 1er juin 1852 à Baltimore dans le Maryland et comme prévu, aucun candidat ne parvint rapidement à s'imposer. Lors du premier vote des 288 délégués, Cass rassembla 116 voix contre 93 pour Buchanan ; le reste des suffrages se répartit entre les autres prétendants mais Pierce n'en reçut aucun. Les 34 tours suivants ne firent pas évoluer les lignes et les soutiens de Buchanan décidèrent de faire voter leurs délégués pour des candidats mineurs comme Pierce pour démontrer que personne d'autre que Buchanan ne pouvait s'imposer. Cette tactique échoua complètement car les délégations de Virginie, du New Hampshire et du Maine rallièrent Pierce, considéré comme un candidat de compromis, et le soutien pour Buchanan se délita. Après le 48e tour, le représentant James C. Dobbin (en) de Caroline du Nord donna un discours dans lequel il se rangeait avec enthousiasme derrière Pierce, ce qui entraîna une vague de soutien pour l'outsider. Au tour suivant, 282 délégués se prononcèrent en sa faveur lui offrant ainsi l'investiture démocrate pour la présidence. La convention désigna ensuite le sénateur William R. King de l'Alabama, un partisan de Buchanan, pour être son colistier,.
Lorsque la nouvelle de cette nomination arriva dans le New Hampshire, Pierce eut du mal à y croire et son épouse s'évanouit. Leur fils Benjamin écrivit à sa mère qu'il espérait que la candidature de son père échouerait car il savait qu'elle n'aimerait pas vivre à Washington.

Résultats électoraux de l'élection présidentielle de 1852.

Les whigs désignèrent le général Winfield Scott, sous les ordres duquel Pierce avait servi au Mexique, pour briguer la présidence et le secrétaire à la Marine William A. Graham pour la vice-présidence. La convention whig ne parvint cependant pas à unifier toutes les factions du parti et le programme adopté était quasiment identique à celui des démocrates, y compris sur le soutien au compromis de 1850. Cela poussa l'aile abolitionniste à présenter à nouveau la candidature du sénateur Hale sous l'étiquette du Parti du sol libre. En l'absence de différences politiques, la campagne se transforma en un âpre affrontement de personnalités qui contribua à ce que la participation soit la plus faible depuis 1836 ; pour le biographe de Pierce, Peter A. Wallner, cela fut « l'une des campagnes les moins enthousiasmantes de l'histoire présidentielle, ».
Pierce ne fit pas de déclarations durant la campagne pour ne pas fragiliser l'unité du parti et il laissa ses soutiens faire campagne pour lui dans une « campagne de perron » typique de l'époque,,. Les adversaires de Pierce le présentèrent comme un pleutre et un alcoolique (« le héros de nombreuses bouteilles durement combattues »),. De son côté, Scott souffrait de ses médiocres talents d'orateurs et de la profonde division de son parti sur la question de l'esclavage ; l'éditeur du New-York Tribune, Horace Greeley, résuma l'opinion de nombreux abolitionnistes nordistes quand il dit du programme whig : « Nous le rejetons, le détestons et crachons dessus, ». Les démocrates étaient donc confiants dans leurs chances et leur slogan de campagne indiquait qu'ils allaient pierce (« percer ») leurs adversaires de 1852 tout comme ils avaient poked (jeu de mots sur Polk et « frapper ») ceux de 1844. Cela fut le cas car Scott ne remporta que 42 voix au sein du collège électoral contre 254 pour Pierce. Le vote populaire était plus serré mais Pierce arriva confortablement en tête avec 50,9% des voix contre 44,1 pour Scott et 4,9 pour Hale,. En plus de leur succès présidentiel, les démocrates obtinrent de larges majorités dans les deux chambres du Congrès.

## Présidence

### Investiture et tragédie personnelle

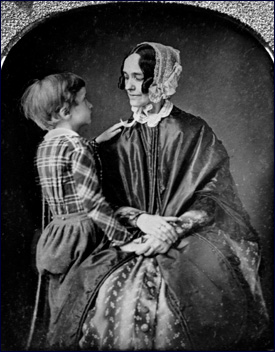
Jane Pierce et Benjamin dont la mort affecta profondément le nouveau président,.

Le début du mandat de Pierce fut marqué par une tragédie personnelle. Le 6 janvier 1853, le président élu et sa famille quittèrent Boston par train mais leur wagon dérailla et dévala un terre-plein près d'Andover. Franklin et Jane survécurent mais leur fils Benjamin, âgé de 11 ans, fut retrouvé écrasé et presque décapité sous la carcasse de la rame, un spectacle atroce que Pierce ne put empêcher son épouse de voir. Les deux développèrent une grave dépression et cela a sans doute affecté les actions du nouveau président,. Jane se demanda si l'accident n'était pas un châtiment divin causé par l'accession de son époux à de hautes fonctions et elle écrivit une longue lettre d'excuse à son défunt fils pour demander pardon pour ses erreurs de mère. Elle évita les obligations sociales de son rôle de première dame durant les deux premières années de son séjour à la Maison-Blanche.
Jane resta dans le New Hampshire et n'assista pas à l'investiture de son époux. À 48 ans, Pierce était alors le plus jeune président de l'histoire américaine et il choisit de prêter serment sur un livre de loi plutôt que sur une Bible, comme avaient fait tous ses prédécesseurs à l'exception de John Quincy Adams. Dans son discours, il célébra une ère de paix et de prospérité et défendit une politique étrangère ambitieuse incluant l'acquisition « éminemment importante » de nouveaux territoires. Évitant le mot d'esclavage, il souligna sa volonté de résoudre l'« important sujet » et de maintenir la paix dans l'Union. Faisant référence à la mort de son fils, il déclara à la foule : « Vous m'avez convoqué dans ma faiblesse, vous devez me soutenir avec votre force ».

### Administration
| Fonction                 | Nom                  | Dates     |
| ------------------------ | -------------------- | --------- |
| Président                | Franklin Pierce      | 1853-1857 |
| Vice-président           | William R. King      | 1853      |
|                          | Aucun                | 1853-1857 |
|                          |                      |           |
| Secrétaire d'État        | William L. Marcy     | 1853-1857 |
| Secrétaire du Trésor     | James Guthrie        | 1853-1857 |
| Secrétaire à la Guerre   | Jefferson Davis      | 1853-1857 |
| Procureur général        | Caleb Cushing        | 1853-1857 |
| Postmaster General       | James Campbell (en)  | 1853-1857 |
| Secrétaire à la Marine   | James C. Dobbin (en) | 1853-1857 |
| Secrétaire à l'Intérieur | Robert McClelland    | 1853-1857 |

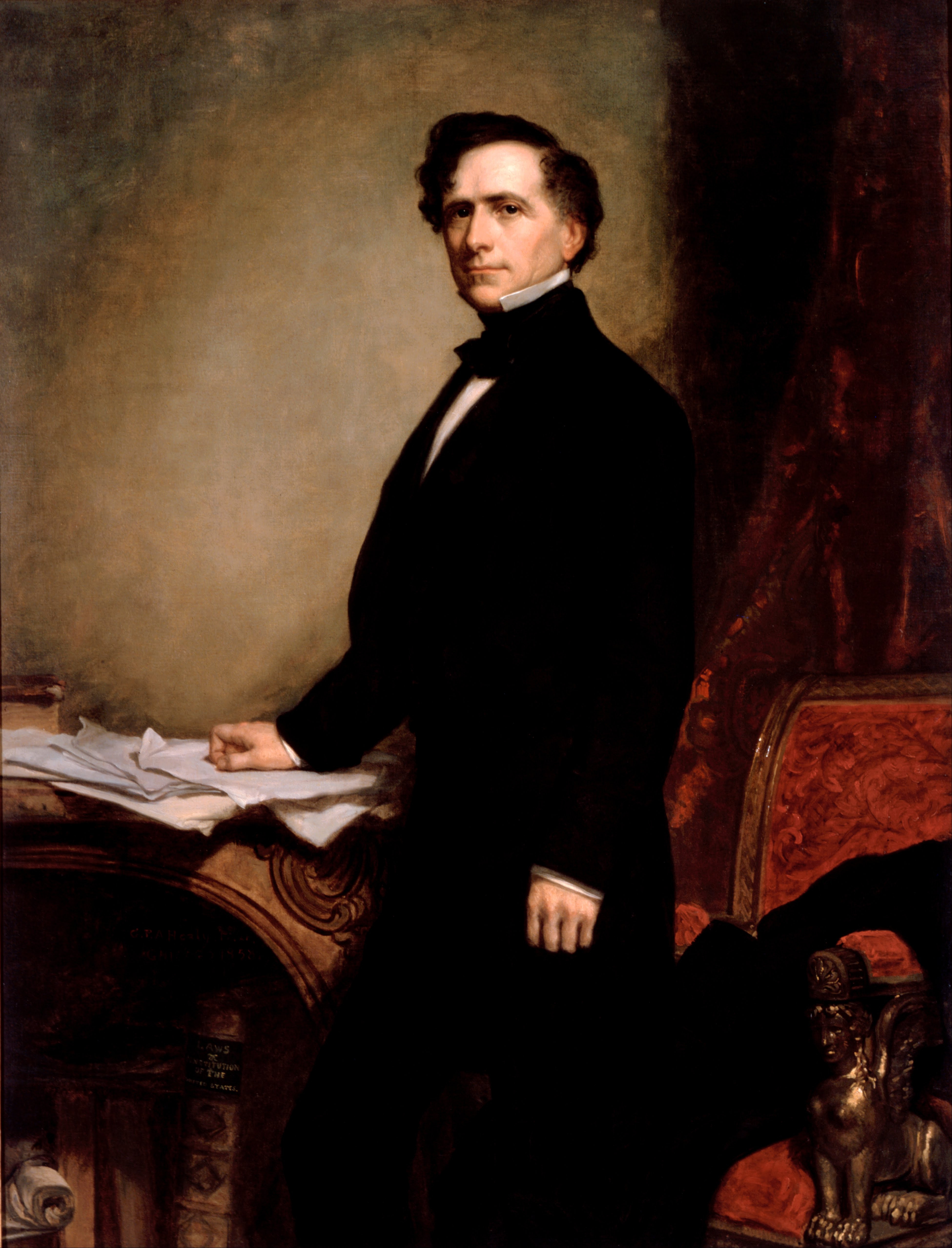
Portrait officiel de Pierce réalisé en 1858 par George Peter Alexander Healy.

La formation du Cabinet fut l'occasion pour Pierce de rassembler son parti car beaucoup de démocrates ne l'avaient rejoint qu'après sa désignation et certains s'étaient alliés aux abolitionnistes du Parti du sol libre pour remporter des élections locales. Le nouveau président décida donc d'accorder des postes à toutes les tendances du parti même celles qui n'avaient pas soutenu le compromis de 1850.
Toutes les nominations du Cabinet furent confirmées à l'unanimité par le Sénat mais Pierce dut ensuite consacrer les premières semaines de son mandat à désigner des centaines de hauts fonctionnaires. Cela fut une corvée car il voulait que toutes les factions soient représentées. Ce faisant, aucune d'elle ne fut complètement satisfaite et cela alimenta les tensions et les rivalités au sein du parti. Les journaux du Nord accusèrent rapidement Pierce d'avoir privilégié des sécessionnistes esclavagistes tandis que ceux du Sud le traitèrent d'abolitionniste.
Buchanan avait pressé Pierce de consulter le vice-président-élu pour la formation du Cabinet mais le président n'en fit rien ; les deux hommes n'avaient d'ailleurs jamais échangé depuis la désignation du ticket en juin 1852. Au début de l'année 1853, King, qui souffrait de la tuberculose, se rendit à Cuba pour récupérer. Son état empira et le Congrès adopta une loi spéciale pour lui permettre de prêter le serment de la vice-présidence le 24 mars avec le consul américain à La Havane et non avec le juge en chef des États-Unis comme cela était habituellement le cas. Voulant mourir chez lui, King rentra dans sa plantation en Alabama le 17 avril et mourut le lendemain. La Constitution des États-Unis ne prévoyant rien pour désigner un nouveau vice-président, Pierce n'en eut aucun jusqu'à la fin de son mandat ; le président pro tempore du Sénat David Atchison fut donc le second dans l'ordre de succession.

Portrait de Pierce réalisé par le Bureau of Engraving and Printing.

### Nominations judiciaires
Pierce ne nomma qu'un seul juge à la Cour suprême à la suite du décès en juillet 1852 de John McKinley (en). Fillmore avait proposé plusieurs candidats pour le remplacer mais le Sénat n'en accepta aucun avant son départ de la Maison-Blanche. Devenu président, Pierce proposa le poste au sénateur Judah P. Benjamin de Louisiane qui avait déjà refusé l'offre de son prédécesseur. Ce dernier déclina à nouveau et le choix se porta sur John Archibald Campbell (en), un partisan du droit des États,.

### Réformes administratives
Pierce chercha à mettre en place une administration plus efficace et moins corrompue que celle de ses prédécesseurs. Les membres de son Cabinet mirent en place un système de concours pour intégrer la fonction publique préfigurant le Pendleton Civil Service Reform Act adopté trois décennies plus tard. Le département de l'Intérieur fut réformé par le secrétaire Robert McClelland qui formalisa ses activités et accrut la lutte contre la fraude. Une autre réforme fut l'élargissement du rôle de l'avocat général qui pouvait maintenant nommer les juges et les avocats fédéraux, une étape importante dans le processus de création de ce qui devint le département de la Justice.

### Économie
Pierce chargea le secrétaire James Guthrie de réformer le Trésor mal géré et incapable d'obtenir le paiement de ses débiteurs. Malgré les lois imposant que les fonds soient conservés par le Trésor, d'importants dépôts restaient dans des banques privées. Guthrie réclama ces sommes et chercha à poursuivre en justice des fonctionnaires corrompus, avec des résultats mitigés. L'afflux d'or en provenance de Californie lui permit cependant de rembourser une part importante de la dette nationale.
À la demande du président, le secrétaire à la Guerre Jefferson Davis chargea le Corps des ingénieurs topographes d'étudier le tracé d'éventuelles voies ferrées transcontinentales. Le Parti démocrate s'était longtemps opposé à de telles dépenses fédérales pour des travaux publics mais Davis estimait qu'un tel projet relevait de la sécurité nationale. Le secrétaire déploya également le Corps du génie de l'armée pour superviser les projets de constructions à Washington tels que l'agrandissement du Capitole et l'érection du Washington Monument.

### Esclavage
Il soutient l'abrogation du compromis du Missouri qui interdisait l'esclavage dans les territoires prochainement voués à la colonisation situés au nord du 36e parallèle. Il est notamment soutenu en cela par Jefferson Davis, son secrétaire à la Guerre (et futur président des États confédérés), et Stephen A. Douglas, dirigeant du Parti démocrate et candidat de ce parti à l’élection présidentielle de 1860.

### Politique étrangère et militaire
L'administration Pierce était en accord avec le mouvement expansionniste Young America (« Jeune Amérique »), avec William L. Marcy à la tête de la charge en tant que secrétaire d'État. Marcy cherchait à présenter au monde une image typiquement américaine et républicaine. Il demanda ainsi à ses diplomates de porter les « simples vêtements d'un citoyen américain » plutôt que les uniformes élaborés utilisés dans les chancelleries européennes et de n'embaucher que des citoyens américains pour travailler dans les consulats,. Marcy fut internationalement salué pour sa lettre de 73 pages défendant Martin Koszta, un réfugié autrichien qui avait été enlevé par son gouvernement alors qu'il avait demandé la nationalité américaine,.

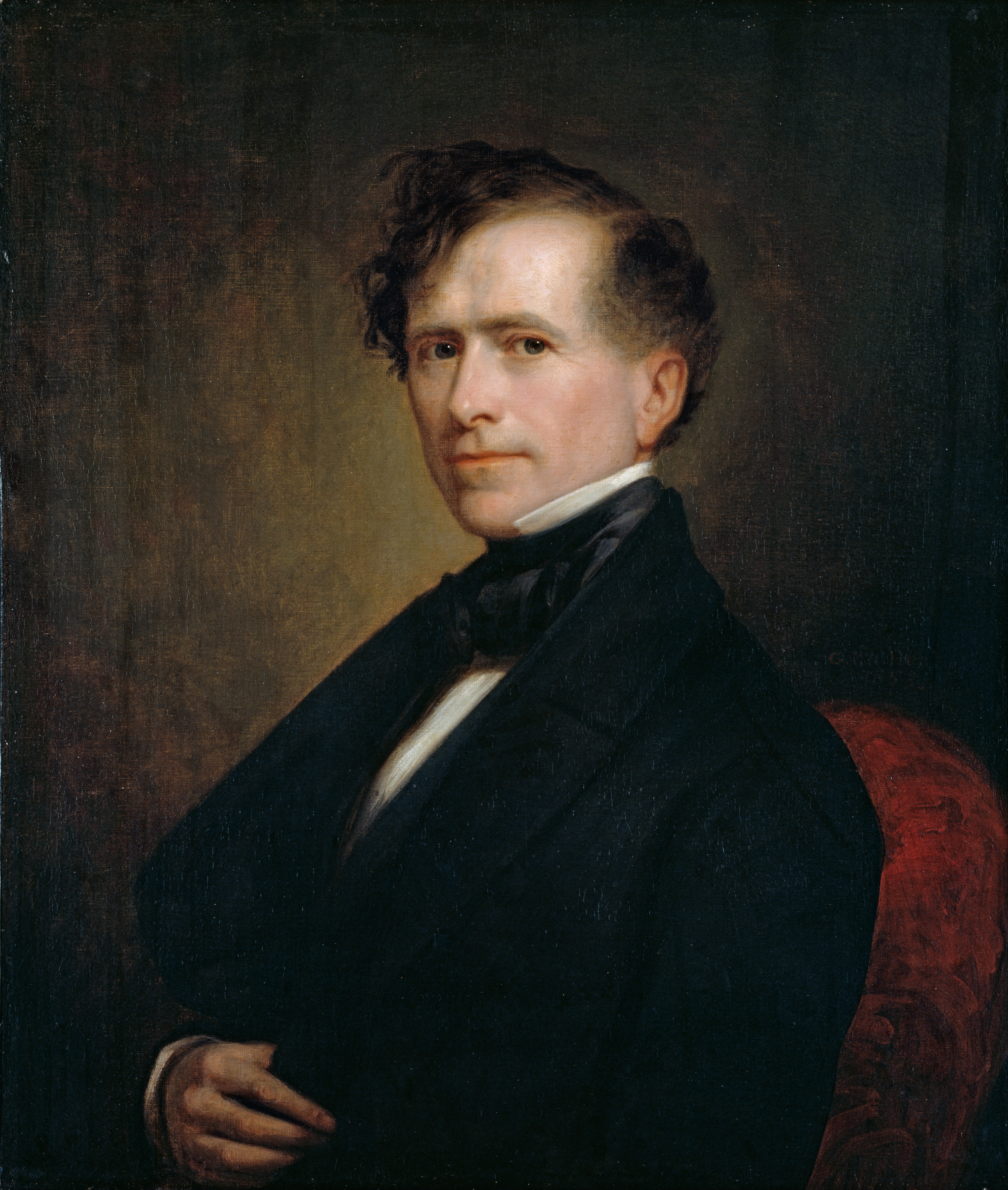
Franklin Pierce en 1853 par George Peter Alexander Healy

Davis, partisan d'un chemin de fer transcontinental dans le Sud du pays, persuada Pierce de charger l'ambassadeur américain au Mexique, James Gadsden, d'acquérir des terres permettant de réaliser cette voie ferrée. Ce dernier fut également chargé de renégocier les termes du traité de Guadalupe Hidalgo qui obligeait les États-Unis à empêcher les raids transfrontaliers des Amérindiens du territoire du Nouveau-Mexique. En décembre 1853, le président mexicain Antonio López de Santa Anna accepta la vente d'un vaste territoire même si les négociations faillirent échouer à la suite de l'expédition de William Walker dans la péninsule de Basse-Californie,. L'opposition des populations locales et celle des sénateurs antiesclavagistes poussa le Congrès à réduire l'achat Gadsden à un territoire d'environ 80 000 km2 dans l'actuel Sud de l'Arizona et du Nouveau-Mexique pour la somme de dix millions de dollars (environ 50 milliards de dollars de 2013),. Cette acquisition fut la dernière des États-Unis contigus dont les frontières n'évoluèrent plus hormis quelques ajustements mineurs.
La question des droits de pêche dans l'Atlantique détériora les relations entre les États-Unis et le Royaume-Uni car la Royal Navy repoussait de plus en plus fréquemment les pêcheurs américains qui se rendaient dans les eaux territoriales canadiennes. Marcy négocia un accord commercial avec l'ambassadeur britannique à Washington, John Crampton, et Buchanan fut envoyé à Londres pour pousser le gouvernement britannique à approuver le texte. Un traité de réciprocité fut finalement ratifié en août 1854, un accord que Pierce considérait être la première étape d'une éventuelle annexion du Canada,. Alors que l'administration négociait avec le Royaume-Uni sur le tracé de la frontière avec le Canada, les intérêts américains en Amérique centrale furent menacés par l'influence croissante du Royaume-Uni que le traité Clayton–Bulwer de 1850 n'avait pas permis de juguler. Prendre l'ascendant sur la Grande-Bretagne dans cette région était un élément capital de la politique expansionniste de Pierce,.
Au déclenchement de la guerre de Crimée en 1854, les représentants britanniques aux États-Unis cherchèrent à recruter des citoyens américains en violation des lois sur la neutralité américaine, et Pierce expulsa Crampton et trois consuls. Dans son discours devant le Congrès en décembre 1855, il déclara que les Britanniques avaient violé le traité Clayton–Bulwer. Ces derniers furent, selon Buchanan, impressionnés et entreprirent de repenser leur stratégie. Buchanan ne parvint cependant pas à obtenir que le Royaume-Uni renonçât à ses possessions en Amérique centrale.
En 1854, trois diplomates américains en Europe rédigèrent pour le président une proposition d'achat de l'île de Cuba à l'Espagne pour une valeur de 120 millions de dollars (environ 540 milliards de dollars de 2013) et justifiaient sa prise de contrôle par la force si l'Espagne refusait. La publication de ce manifeste d'Ostende, qui avait été écrit sous l'impulsion de Marcy, provoqua la colère des Nordistes qui y voyaient une tentative d'annexer un territoire esclavagiste pour renforcer les intérêts sudistes. Le document contribua à discréditer la destinée manifeste que le Parti démocrate avait souvent soutenue,.
En 1856, il reconnut une dictature au Nicaragua établie par William Walker, un flibustier américain qui conquit le pays et commença à introduire l'esclavage. Walker espérait faire entrer le Nicaragua dans l'Union en tant qu'État esclavagiste. Le contrôle de Walker mit rapidement en colère l'entrepreneur ferroviaire Cornelius Vanderbilt, qui avait l'intention de construire des voies ferrées et un canal dans ce pays. Vanderbilt fit pression sur Pierce pour qu'il utilise la marine américaine dans le but de forcer Walker à «rendre» le pays. Walker emmena ensuite ses forces au Honduras, où la marine britannique le captura. Il fut exécuté par un peloton d'exécution hondurien.
Pierce défendait une expansion et une réorganisation profonde des forces armées. Le secrétaire à la Guerre Davis et le secrétaire à la Marine James C. Dobbin jugèrent que l'Armée et la Marine souffraient d'un manque d'effectifs, d'une gestion défaillante et d'une incapacité à adopter les nouvelles technologies. En 1852, le président Fillmore avait envoyé en Asie le commodore Matthew Perry à la tête d'une flotte de quatre navires afin de développer le commerce avec cette région. Perry voulait s'imposer par la force mais Pierce et Dobbin le poussèrent à rester diplomatique. Il signa donc un modeste traité commercial avec le shogunat Tokugawa mais l'accord mit fin à deux siècles d'isolement du Japon,.

### Bleeding Kansas

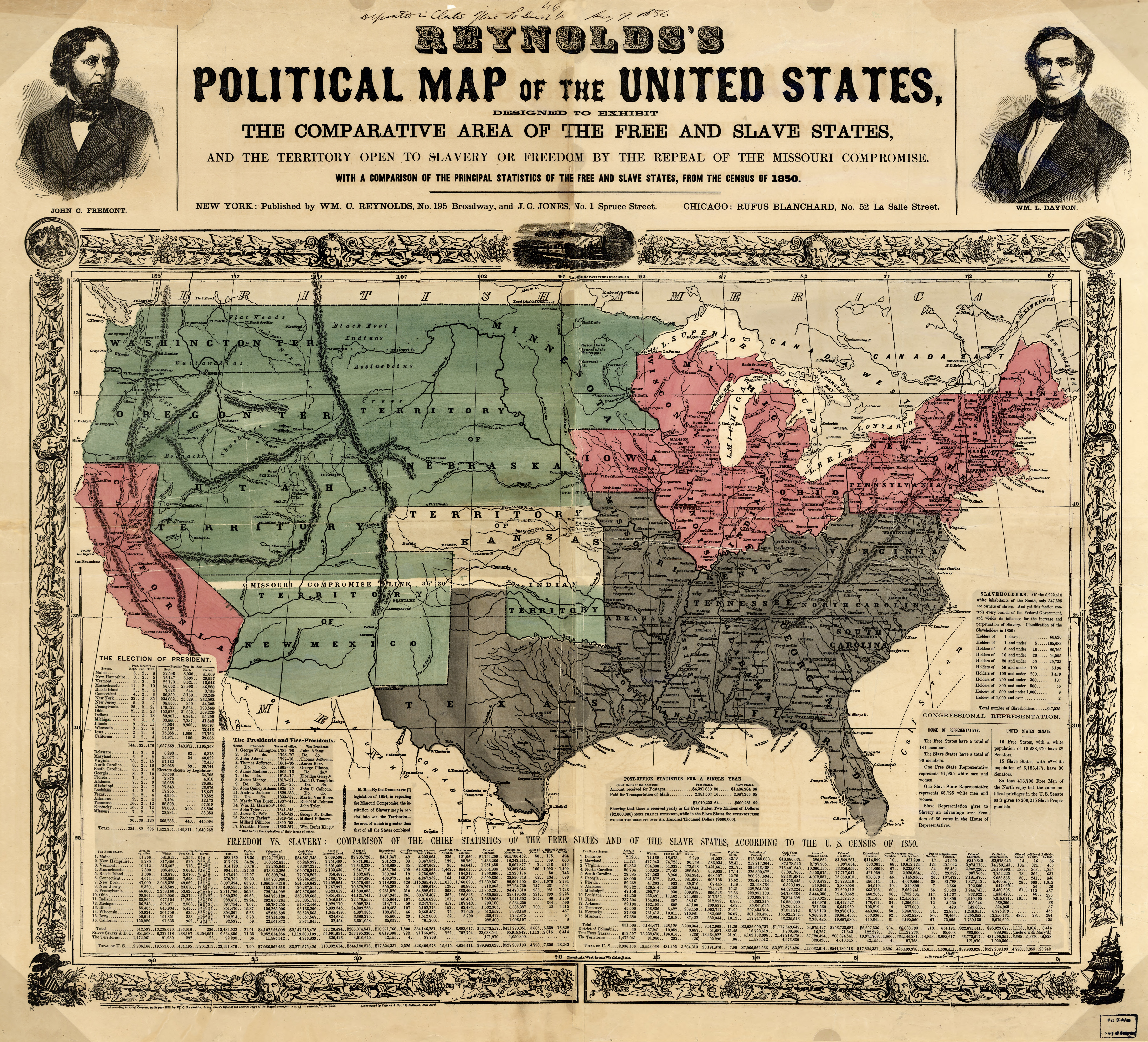
Carte de 1856 montrant les États esclavagistes en noir, les abolitionnistes en rouge et les territoires en vert. Le territoire du Kansas est représenté en blanc.

Le principal défi de l'administration Pierce fut de maintenir l'équilibre du pays à l'occasion de l'adoption de l'acte Kansas-Nebraska créant les territoires du Nebraska et du Kansas s'étendant du Missouri aux montagnes Rocheuses et du Texas à l'actuelle frontière canadienne. Le texte était d'une importance cruciale pour son rédacteur Stephen A. Douglas et son projet de chemin de fer transcontinental reliant Chicago à la Californie. L'organisation de ce territoire largement inhabité était en effet nécessaire pour permettre sa colonisation car aucune vente de terrain ou étude topographique ne pouvait être menée avant la création d'un gouvernement territorial. Cette expansion vers l'ouest soulevait cependant la question du statut de l'esclavage dans ces régions. Douglas et ses alliés proposèrent de laisser les colons répondre à cette question, mais cela risquait de remettre en cause le 36°30' parallèle nord défini par le compromis de 1820 comme la limite nord de l'esclavage,,. Pour les sudistes, le compromis de 1820 avait déjà été abrogé par le compromis de 1850 qui avait vu l'adhésion de la Californie comme État abolitionniste même si une portion importante de son territoire se trouvait au sud du 36°30' parallèle nord.
Pierce avait voulu organiser le territoire du Kansas sans résoudre explicitement la question de l'esclavage mais Douglas n'était pas parvenu à faire accepter cela aux sudistes qui voulaient qu'il y soit immédiatement autorisé. Le président avait des doutes sur le texte car il savait qu'il ferait face à une forte opposition du Nord mais Douglas et Davis le convainquirent néanmoins de le défendre. L'opinion publique nordiste, haranguée par les sénateurs Salmon P. Chase de l'Ohio et Charles Sumner du Massachusetts, fut effectivement très hostile à la loi. Pour cette dernière, échaudée par la tentative d'annexion de Cuba, suspicieuse de l'achat Gadsen et inquiète de l'influence des propriétaires d'esclaves au sein du Cabinet tels que Davis, l'acte Nebraska-Kansas était vu comme une agression sudiste,,.
L'administration exerça d'importantes pressions sur le Parti démocrate pour qu'il soutienne la loi tandis que le parti whig explosa sur cette question et disparut dans les années qui suivirent. L'acte Kansas-Nebraska fut adopté en mai 1854 mais la grande agitation politique qui suivit affecta grandement la présidence de Pierce. Le mouvement nativiste et anticatholique des Know Nothing connut son apogée à cette période et la colère des nordistes entraîna la création du Parti républicain résolument opposé à toute concession sur l'esclavage,,.

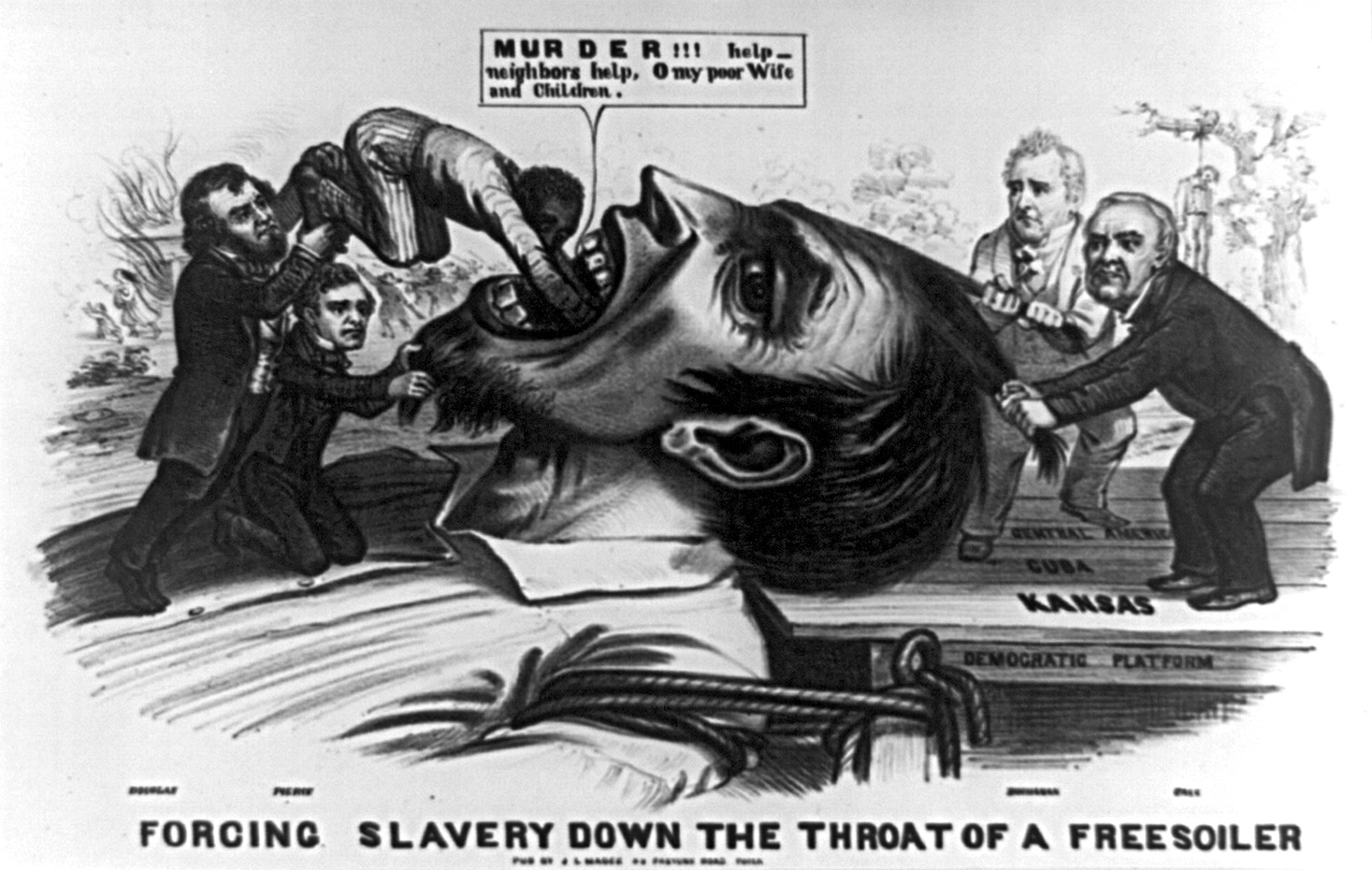
Caricature nordiste représentant un abolitionniste immobilisé par Pierce (tenant la barbe), Buchanan et Cass tandis que Douglas lui enfonce l'« esclavage » (représenté par un Noir) dans la gorge

Alors même que le texte était débattu, des colons abolitionnistes et esclavagistes s'installèrent dans le nouveau territoire pour sécuriser la victoire de leur camp lors du vote sur la constitution. L'adoption de l'Acte et les préparatifs électoraux provoquèrent de graves violences entre les deux camps qui firent une cinquantaine de morts et donnèrent le surnom de Bleeding Kansas (« Kansas saignant ») au territoire. Des milliers de résidents esclavagistes du Missouri appelés Border Ruffians (« voyous de la frontière ») participèrent au suffrage même s'ils ne résidaient pas dans le Kansas et leur participation donna la victoire à leur camp. Malgré ces irrégularités, Pierce accepta le résultat du vote et reconnut la législature esclavagiste de l'État. Lorsque les partisans d'un État abolitionniste formèrent leur propre gouvernement et rédigèrent une constitution interdisant l'esclavage, il considéra qu'il s'agissait d'un acte de sédition et envoya l'armée pour disperser un de leurs rassemblements à Topeka,.
L'adoption de l'acte Kansas-Nebraska coïncida avec l'arrestation à Boston de l'esclave en fuite Anthony Burns. L'opinion nordiste prit fait et cause pour ce dernier mais Pierce était déterminé à faire appliquer fermement le Fugitive Slave Act et il envoya des troupes fédérales pour assurer son transfert jusqu'en Virginie malgré les manifestations,.
Les élections législatives de 1854 et 1855 furent un désastre pour les démocrates qui perdirent quasiment tous leurs sièges en dehors du Sud. Même dans le New Hampshire, jusqu'alors un bastion démocrate, les Know Nothing remportèrent les trois sièges de représentants et le poste de gouverneur tandis que Hale redevint sénateur,.

## Élection présidentielle de 1856

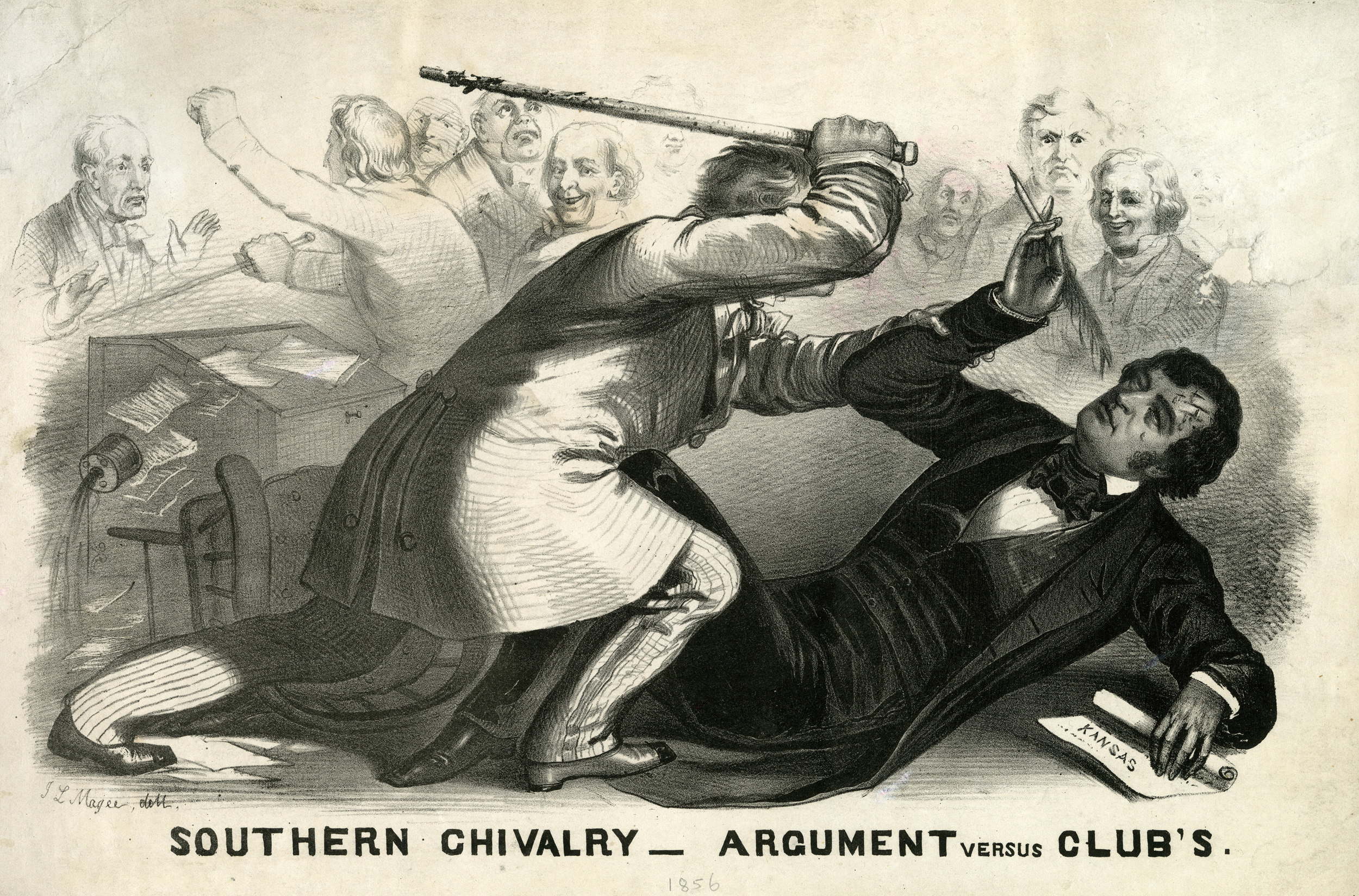
L'attaque à coups de canne de Charles Sumner par est considéré comme marquant symboliquement la fin de tout échange raisonné sur la question de l'esclavage.

Président sortant, Pierce s'attendait à obtenir facilement la nomination démocrate pour briguer un second mandat. En réalité, ses chances de succès lors de la convention puis durant l'élection étaient plus qu'incertaines. Son administration était unanimement rejetée au nord en raison de sa position sur l'acte Kansas-Nebraska et les dirigeants démocrates étaient pleinement conscients de l'impopularité du président. Malgré cela, les partisans de Pierce envisagèrent de s'allier avec Stephen A. Douglas pour empêcher la nomination de James Buchanan. Ce dernier avait de solides appuis politiques et son mandat d'ambassadeur au Royaume-Uni l'avait protégé de la controverse sur le Kansas,,.
Au début de la convention démocrate à Cincinnati dans l'Ohio le 5 juin, Pierce s'attendait à arriver en tête voire à être désigné dès le premier tour. Ce fut cependant Buchanan qui obtint la majorité relative avec 135 voix sur 296 contre 122, essentiellement issues de délégués sudistes, pour le président et 38 pour Cass et Douglas. Aucun candidat ne parvint à prendre l'ascendant sur les autres et voyant ses soutiens diminuer de vote en vote, Pierce retira sa candidature au bout du quatorzième tour et demanda à ses partisans de soutenir Douglas pour empêcher la victoire de Buchanan. Douglas, qui n'avait alors que 43 ans, estima qu'il obtiendrait la nomination en 1860 s'il laissait gagner Buchanan qui en avait 65 et les partisans de ce dernier lui laissèrent entendre que ce serait le cas. Après deux nouveaux tours, Douglas se retira de la course. Pour apaiser la colère de Pierce, la convention publia une résolution d'« approbation sans équivoque » de son administration et désigna son allié, le représentant John C. Breckinridge du Kentucky pour briguer la vice-présidence,,.
Pierce soutint Buchanan même si les deux hommes restèrent distants ; il espéra résoudre la question du Kansas avant l'élection de novembre pour améliorer les chances des démocrates. Il nomma John White Geary comme gouverneur du Kansas mais sa politique de compromis provoqua la colère des législateurs esclavagistes. Il parvint néanmoins à ramener l'ordre dans le territoire mais le mal était fait et les républicains utilisèrent durant leur campagne les slogans de Bleeding Kansas et de Bleeding Sumner en référence à l'incident au cours duquel le sénateur abolitionniste Charles Sumner avait failli être tué à coups de canne par son collègue Preston Brooks (en) de Caroline du Sud dans l'enceinte du Sénat. Les démocrates remportèrent l'élection mais n'obtinrent que 41,4% des voix au nord contre 49,8% en 1852 ; ce faisant, ils n'arrivèrent en tête que dans cinq des seize États abolitionnistes alors que Pierce en avait gagné quatorze et leur succès dans trois d'entre eux fut essentiellement lié à la division du camp adverse entre le candidat républicain John C. Frémont et l'ancien président Millard Fillmore, représentant les Know Nothing.
Pierce ne modéra pas sa position après avoir échoué à obtenir la nomination démocrate et dans son dernier discours devant le Congrès en décembre 1856, il attaqua violemment les républicains et les abolitionnistes et défendit ses résultats économiques et le maintien de relations pacifiques à l'international,. Dans les derniers jours de son mandat, le Congrès adopta des lois pour accroître la solde des officiers et pour construire de nouveaux navires de guerre ; il vota également une réduction des droits de douane, une mesure longtemps défendue par le président. Pierce et son Cabinet quittèrent leurs fonctions le 4 mars 1857 ; ce fut la seule fois de l'histoire américaine que tous les membres originels du Cabinet restèrent à leur poste durant les quatre années du mandat présidentiel.

## Fin de vie

### Après-présidence

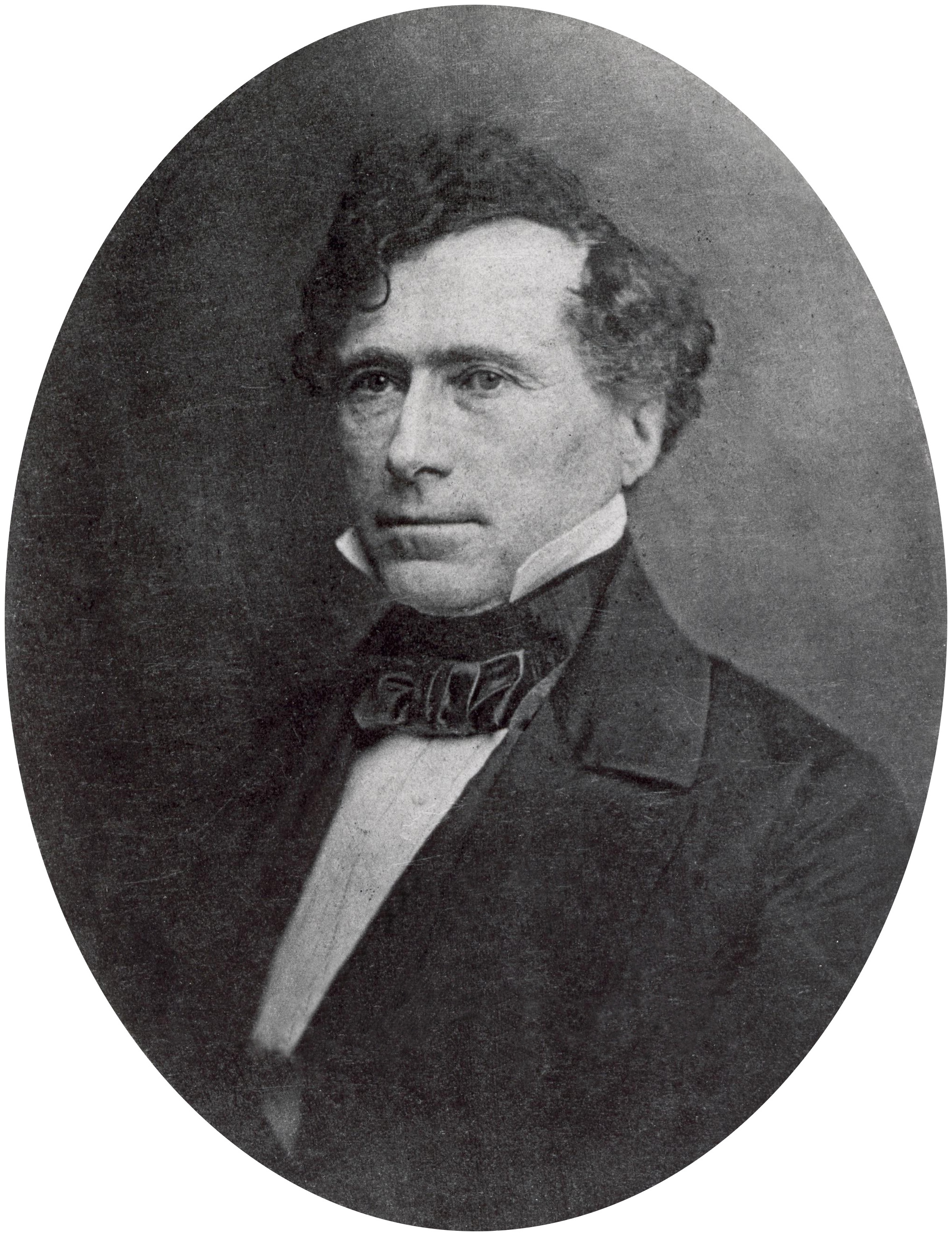
Daguerréotype de Pierce vers 1855.

Après avoir quitté la Maison-Blanche, le couple Pierce resta à Washington pendant plus de deux mois et habita dans la résidence de William L. Marcy. Ils s'installèrent ensuite à Portsmouth dans le New Hampshire où Pierce avait commencé à faire de la spéculation immobilière. Cherchant un climat plus doux, Jane et lui voyagèrent durant les trois années qui suivirent. Ils résidèrent quelque temps sur l'île de Madère avant de visiter les Bahamas et l'Europe; à Rome, Pierce retrouva son vieil ami Nathaniel Hawthorne.
Pierce se tint informé des politiques américaines durant ses voyages et commenta régulièrement la division grandissante du pays. Il insista pour que les abolitionnistes du Nord modèrassent leur position pour éviter une sécession du Sud et écrivit que le bain de sang d'une guerre civile « ne serait pas cantonné à la ligne Mason-Dixon mais se déroulerait à l'intérieur de nos frontières et dans nos rues ». Il critiqua également les pasteurs protestants de Nouvelle-Angleterre pour leur soutien aux abolitionnistes et aux républicains. La croissance de ce dernier parti obligea les démocrates à défendre l'ancien président ; lors d'un débat entre Lincoln et Douglas pour le contrôle de la législature de l'Illinois en 1858, le candidat démocrate présenta Pierce comme un « homme d'honneur et d'intégrité ».
À l'approche de la convention démocrate de 1860, certains demandèrent à Pierce de se présenter pour rassembler le parti mais il refusa. Les divisions sur l'esclavage provoquèrent une nouvelle scission du Parti démocrate entre une aile nordiste soutenant Stephen A. Douglas et une aile sudiste en faveur de John C. Breckinridge. Divisés, les démocrates furent sévèrement battus au niveau national par le candidat républicain Abraham Lincoln mais remportèrent tous les États du Sud. Dans les mois séparant l'élection de novembre et l'investiture de mars 1861, plusieurs législatures sudistes annoncèrent leur volonté de faire sécession. Le juge assesseur de la Cour suprême John Archibald Campbell demanda à Pierce de faire un discours en Alabama devant la convention chargée de décider de la sécession. Malade, il déclina la proposition mais envoya une lettre implorant les délégués de rester dans l'Union, de donner le temps au Nord d'abroger les lois contraires aux intérêts sudistes et d'obtenir un compromis.

### Guerre de Sécession
En dépit de toutes les tentatives pour l'éviter, la guerre de Sécession éclata finalement en avril 1861 avec le bombardement de la forteresse fédérale de Fort Sumter par l'armée confédérée. Les démocrates nordistes, dont Douglas, rallièrent Lincoln et son plan visant à ramener par la force les États sudistes dans l'Union. Pierce voulait en revanche éviter à tout prix une conflagration généralisée et il proposa à Van Buren l'organisation d'une conférence des anciens présidents pour ramener le calme. Cela ne déboucha sur rien de concret et il écrivit à son épouse que « jamais, [il] ne justifierait, soutiendrait et en aucun cas ne défendrait cette guerre inutile, cruelle, impitoyable et sans objectifs ». Pierce critiqua publiquement la décision de Lincoln de suspendre l'Habeas corpus en affirmant que même en temps de guerre, le pays ne devait pas renoncer à sa protection des libertés publiques. Cette posture lui valut le soutien des Copperheads exigeant une paix immédiate avec les États confédérés, mais d'autres considérèrent qu'il s'agissait d'une nouvelle démonstration des affinités sudistes de l'ancien président
En septembre 1861, Pierce se rendit dans le Michigan et retrouva entre autres, Robert McClelland et Lewis Cass. Un libraire de Détroit nommé J. A. Roys écrivit au secrétaire d'État William H. Seward, une lettre accusant l'ancien président de rencontrer des personnes déloyales et de préparer un coup d'État pour lui permettre de revenir au pouvoir. Le même mois, le journal pro-Lincoln Detroit Tribune publia un article qualifiant Pierce de « traître et d'espion en maraude » et insinuant qu'il appartenait aux Chevaliers du cercle d'or, une société secrète favorable à l'esclavage. Cela n'avait aucun fondement mais cela n'empêcha pas un partisan de Pierce appelé Guy S. Hopkins d'envoyer une lettre indiquant que le « Président P. » faisait partie d'un complot contre l'Union,. Seward ordonna l'arrestation de Hopkins et ce dernier admit qu'il s'agissait d'un canular. Malgré cette confession, le secrétaire d'État demanda à Pierce si ces accusations étaient vraies, mais ce dernier nia formellement. Quand des journaux républicains publièrent la lettre d'Hopkins en toute connaissance de cause, Pierce décida de défendre publiquement son honneur. Seward refusa de rendre publique leur correspondance, et l'ancien président répliqua en demandant au sénateur Milton Latham de Californie de lire leurs échanges devant le Sénat, un acte qui embarrassa l'administration,
L'instauration de la conscription et l'arrestation de Clement Vallandigham, un représentant hostile à l'administration, ulcéra Pierce qui attaqua frontalement Lincoln lors d'un discours devant les démocrates du New Hampshire,. Ces déclarations furent mal reçues au nord d'autant plus qu'elles coïncidaient avec les doubles victoires de l'Union à Gettysburg et Vicksburg. Sa réputation fut encore atteinte le mois suivant quand les troupes nordistes s'emparèrent de la plantation du président des États confédérés, Jefferson Davis. La correspondance d'avant-guerre entre les deux hommes révélant l'amitié entre Davis et Pierce fut publiée par les journaux du Nord et renforça l'hostilité du mouvement abolitionniste contre l'ancien dirigeant,.
Jane Pierce mourut de la tuberculose à Andover en décembre 1863 et elle fut inhumée dans le cimetière de Concord ; le chagrin de Pierce fut aggravé par le décès de son ami Nathaniel Hawthorne en mai 1864. Certains démocrates cherchèrent à nouveau à présenter son nom pour la convention de 1864 mais il refusa. Lincoln remporta facilement l'élection mais fut assassiné en avril 1865. Peu après, une foule se rassembla autour de la résidence de Pierce à Concord pour savoir pourquoi il n'avait pas accroché de drapeau pour montrer sa peine. L'ancien président s'énerva et déclara que s'il était peiné de la mort de Lincoln, il ne voyait pas le besoin d'en faire publiquement démonstration. Il ajouta que son parcours militaire et politique était une preuve suffisante de son patriotisme et cela convainquit la foule de se disperser.

### Mort

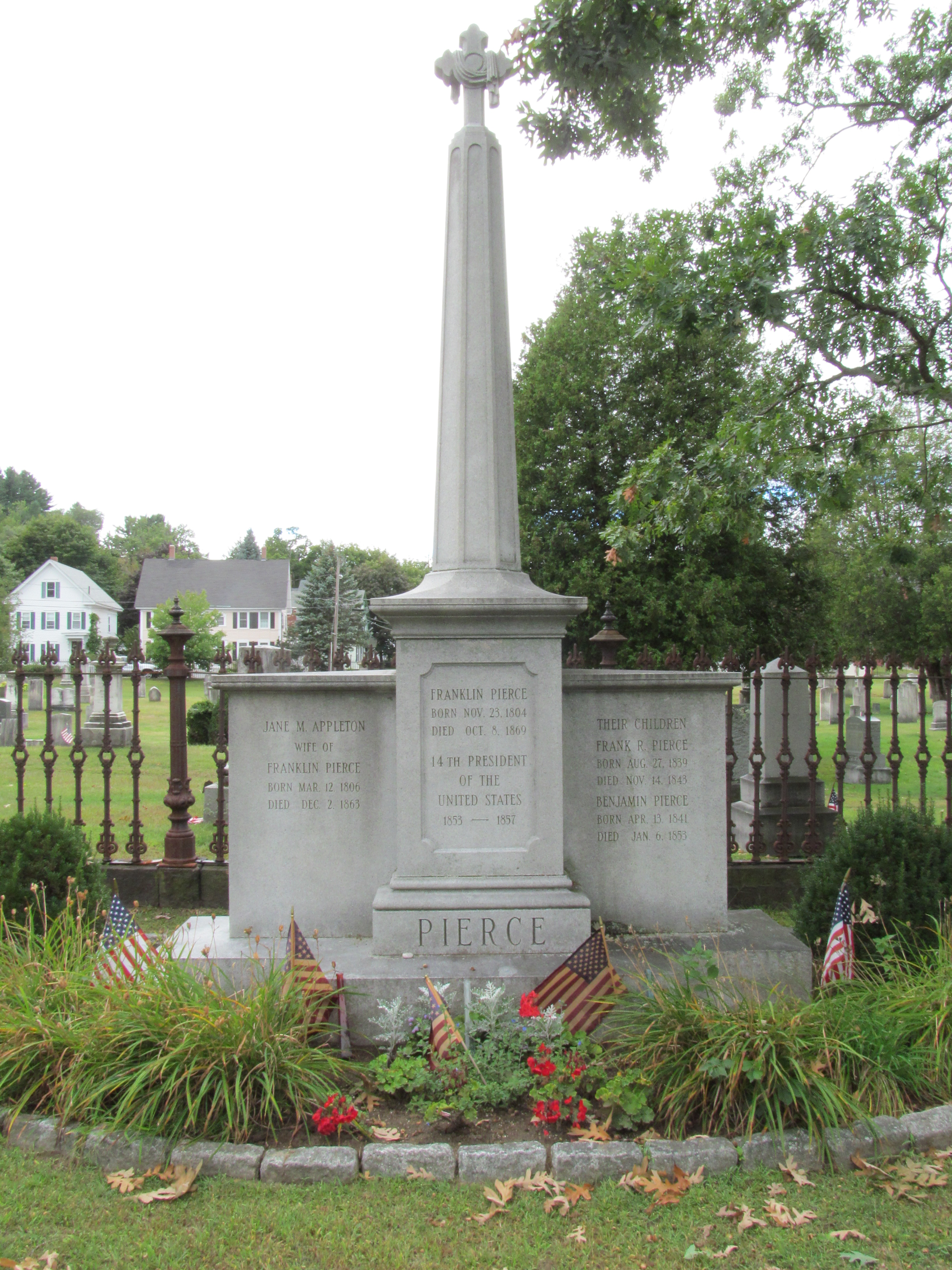
Tombe de Pierce, de son épouse et de deux de ses enfants à Concord.

L'alcoolisme de Pierce s'aggrava dans les dernières années de sa vie et il eut une brève relation avec une femme inconnue au milieu de l'année 1865. À la même période, il utilisa son influence pour améliorer les conditions de détention de Davis à Fort Monroe en Virginie. Il apporta également une aide financière à Julian, le fils de son ami Hawthorne ainsi qu'à ses propres neveux. À l'occasion du second anniversaire de la mort de son épouse, il rejoignit son église épiscopale de Concord ; il considérait que cette église était moins politisée que son ancienne église congrégationaliste qui s'était aliéné de nombreux démocrates par sa rhétorique abolitionniste. Veuf, il se présentait comme un «vieux fermier» qui cultivait personnellement ses terres à North Hampton et rendait parfois visite des proches dans le Massachusetts. Toujours intéressé par la politique, il exprima son soutien pour la politique de Reconstruction d'Andrew Johnson qui avait succédé à Lincoln et défendit son acquittement lors de son procès en impeachment ; il exprima par la suite son optimisme après l'élection d'Ulysses S. Grant en 1868.
La santé de Pierce déclina durant l'été 1869 mais il continua à boire. Souffrant d'une grave cirrhose, il retourna à Concord en septembre et un aidant fut embauché pour l'aider ; aucun membre de sa famille n'assista à ses derniers jours. Il mourut à 4 h 35 le matin du 8 octobre. Le président Grant, qui défendit plus tard le service de son prédécesseur durant la guerre américano-mexicaine, ordonna un jour de deuil national tandis que les journaux publièrent de longs articles sur sa carrière controversée et haute en couleur. Il fut inhumé aux côtés de son épouse et de deux de ses enfants dans un cimetière de Concord.

## Héritage

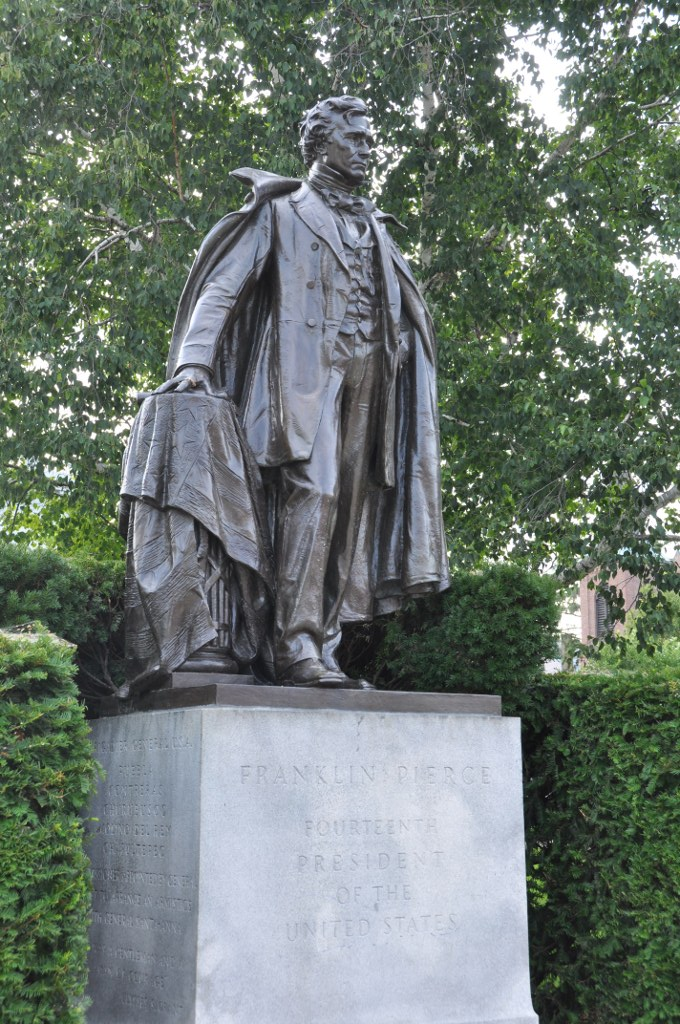
Statue de Pierce devant le capitole de l'État du New Hampshire à Concord.

Deux lieux du New Hampshire ont été listés au Registre national des lieux historiques en raison de leur association avec Pierce. Le Franklin Pierce Homestead où il a grandi à Hillsborough est devenu un parc d'État ainsi qu'un National Historic Landmark. Sa résidence de Concord où il mourut en 1869 a été détruite dans un incendie en 1981 mais elle apparaît néanmoins dans le registre national,. La Pierce Manse de Concord où il vécut de 1842 à 1848 a été transformée en musée et est ouverte au public.
Pierce a donné son nom à plusieurs institutions et lieux, essentiellement dans le New Hampshire. L'université Franklin Pierce de Rindge fut ainsi fondée en 1962. L'université du New Hampshire possède un Franklin Pierce Center for Intellectual Property. En 1913, le mont Clinton haut de 1 300 mètres et se trouvant dans le chaînon Presidential des montagnes Blanches fut renommé mont Pierce.
La petite ville de Pierceton dans l'Indiana fondée dans les années 1850 fut nommée en son honneur. Les comtés de Pierce situés au Dakota du Nord, en Géorgie, au Nebraska (et son chef-lieu Pierce), dans l'État de Washington et au Wisconsin ont également été baptisés d'après son nom.
Après son décès, Pierce disparut de la mémoire collective américaine et est aujourd'hui surtout connu comme appartenant à la série des présidents dont les mandats désastreux menèrent à la guerre de Sécession. Sa présidence est généralement considérée comme un échec et il est souvent présenté comme l'un des pires présidents américains. Une des causes de son échec fut d'avoir laissé le Congrès prendre l'initiative, notamment avec l'acte Kansas-Nebraska et il en paya le prix politique. Son incapacité à obtenir un compromis contribua à mettre fin à la période de domination du parti démocrate qui avait commencé avec Andrew Jackson et qui laissa le Parti républicain dominer les politiques nationales pendant plus de 70 ans.

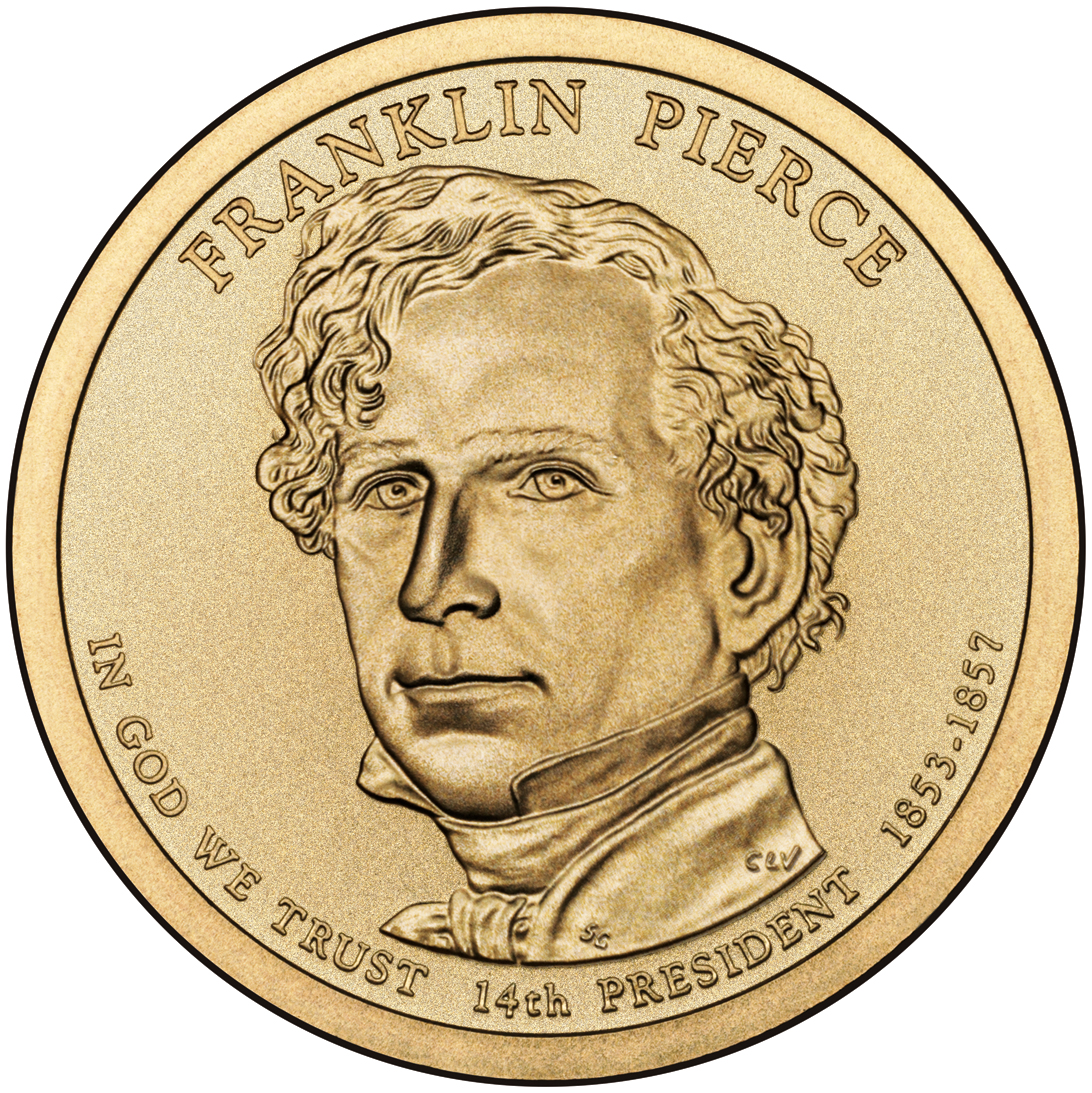
Pièce de la série du dollar présidentiel à l'effigie de Pierce.

Malgré une réputation de politique compétent et sympathique, Pierce ne fut pendant sa présidence qu'un médiateur entre les factions de plus en plus opposées qui menaient le pays vers la guerre civile. Pour Pierce, qui voyait l'esclavage comme une question de propriété et non de morale, l'Union était sacrée et il estimait que les actions des abolitionnistes créaient des divisions et étaient une menace pour les droits des sudistes garantis par la Constitution. Alors qu'il critiqua ceux qui demandaient la limitation ou l'abolition de l'esclavage, il s'opposa rarement aux hommes politiques sudistes les plus radicaux.
L'historien David Potter conclut que le manifeste d'Ostende et l'acte Kansas-Nebraska furent « les deux grandes calamités de l'administration de Franklin Pierce… Les deux lui valurent une avalanche de critiques ». Il ajoute qu'ils discréditèrent complètement les idées de Destinée manifeste et de souveraineté populaire. En 2010, l'historien présenta une vision positive de sa politique étrangère en notant que sa nature expansionniste préfigurait celles de William McKinley et de Theodore Roosevelt qui présidèrent à une époque où l'Amérique avait la puissance militaire pour imposer sa volonté : « la politique étrangère et commerciale qui se développa dans les années 1890 et supplanta le colonialisme européen au milieu du XXe siècle doit beaucoup au paternalisme de la démocratie jacksonienne cultivée dans l'arène internationale sous la présidence de Franklin Pierce ».
L'historien Larry Gara, qui rédigea un ouvrage sur la présidence de Pierce, écrivit dans son article de l'American National Biography :

« Il fut président à une époque qui demandait des talents quasiment surhumains mais il manquait de telles qualités et n'arriva jamais au niveau de la fonction à laquelle il avait été élu. Sa vision de la Constitution et de l'Union appartenait au passé jacksonien. Il ne comprit jamais complètement la nature et l'ampleur des sentiments abolitionnistes au nord. Il parvint à négocier un traité de réciprocité avec le Canada, à commencer l'ouverture du Japon au commerce occidental, à ajouter des terres dans le Sud-Ouest et à signer des législations ouvrant la voie à un empire outremer [Guano Islands Act]. Ses politiques concernant Cuba et le Kansas ne firent qu'accroître les tensions. Son soutien à l'acte Kansas-Nebraska et sa détermination à appliquer le Fugitive Slave Act aggravèrent les divisions. Pierce était travailleur et son administration largement exempte de toute corruption mais l'héritage de ces quatre années turbulentes contribua à la tragédie de la sécession et à la guerre civile. »

### En français
- Georges Ayache, Les présidents des États-Unis : Histoire et portraits, Paris, Perrin, 2016, 480 p. (ISBN 978-2-262-06420-4, OCLC 991492904, BNF 45110316, lire en ligne ).
- Nicole Bacharan, Les Noirs américains : Des champs de coton à la Maison Blanche, Paris, Perrin, coll. « Tempus » (no 337), 2010, 618 p. (ISBN 978-2-262-03275-3, OCLC 708357029, BNF 42305262).
- Jacques Binoche, Histoire des États-Unis, Paris, Ellipses, coll. « Ellipses poche », 2017, 2e éd. (1re éd. 2003), 256 p. (ISBN 978-2-340-02170-9, OCLC 1020169920, BNF 45414237, présentation en ligne).
- Claude Fohlen, Histoire de l'esclavage aux États-Unis, Paris, Perrin, coll. « Tempus » (no 183), 2007, 2e éd. (1re éd. 1998), 342 p. (ISBN 978-2-262-02677-6, OCLC 300394643, BNF 41046899).
- Hélène Harter et André Kaspi, Les présidents américains : De George Washington à Joe Biden, Paris, Tallandier, coll. « Texto », 2022, 272 p. (ISBN 979-10-210-5481-3, OCLC 1345667727, BNF 47096831, présentation en ligne).
- Jean Heffer, Histoire documentaire des États-Unis : L'Union en péril, la démocratie et l'esclavage (1829-1865), t. 4, Nancy, Presses universitaires de Nancy, 1987, 215 p. (ISBN 2-86480-286-4, OCLC 299416411, BNF 36630278).
- André Kaspi, Les Américains : Naissance et essor des États-Unis (1607-1945), t. 1, Paris, Éditions du Seuil, coll. « Points histoire » (no 89), 2014, 5e éd. (1re éd. 1986), 464 p. (ISBN 978-2-7578-4154-9, OCLC 43825106, BNF 43825106, présentation en ligne).
- Robert Lacour-Gayet, Histoire des États-Unis : Des origines jusqu'à la fin de la guerre civile, t. 1, Paris, Fayard, 1976, 469 p. (ISBN 2-213-00315-7, OCLC 461420090, BNF 34300237, lire en ligne ).
- Jean-Michel Lacroix, Histoire des États-Unis, Paris, Presses universitaires de France, 2022, 7e éd. (1re éd. 1996), 576 p. (ISBN 978-2-13-083290-4, OCLC 1302993439, BNF 47012774, présentation en ligne).
- Pierre Mélandri, « Le siècle américain », une histoire, Paris, Perrin, 2016, 672 p. (ISBN 978-2-262-03811-3, OCLC 960976545, BNF 45158509, lire en ligne ).
- Jacques Portes, Histoire des États-Unis : De 1776 à nos jours, Paris, Armand Colin, coll. « U Histoire », 2017, 3e éd. (1re éd. 2010), 432 p. (ISBN 978-2-200-61809-4, OCLC 985086886, BNF 45268837, lire en ligne ).
- Philippe Valode, Les Présidents des États-Unis, Paris, Éditions de l'Archipel, 2008, 212 p. (ISBN 978-2-84187-745-4, OCLC 470559651, BNF 41379792).
- Bertrand Van Ruymbeke, Histoire des États-Unis : De 1492 à 1919, t. 1, Paris, Tallandier, coll. « Texto », 2021, 608 p. (ISBN 979-10-210-4989-5, OCLC 1269615217, BNF 46846182, présentation en ligne).
- Bernard Vincent (dir.), Histoire des États-Unis, Paris, Flammarion, coll. « Champs Histoire », 2016, 4e éd. (1re éd. 1997), 720 p. (ISBN 978-2-08-139368-4, OCLC 960914039, BNF 45138239, présentation en ligne).

### En anglais
- (en) Garry Boulard, The Expatriation of Franklin Pierce : The Story of a President and the Civil War, iUniverse, 2006, 193 p. (ISBN 0-595-40367-0, lire en ligne).
- (en) Pierce Butler, Judah P. Benjamin, George W. Jacobs & Company, coll. « American Crisis Biographies », 1908 (OCLC 664335).
- (en) Nicole Etchison, Bleeding Kansas : Contested Liberty in the Civil War Era, Lawrence (Kan.), University Press of Kansas, 2004, 370 p. (ISBN 0-7006-1287-4, lire en ligne).
- (en) Larry Gara, The Presidency of Franklin Pierce, Lawrence (Kan.), University Press of Kansas, 1991, 218 p. (ISBN 0-7006-0494-4, lire en ligne).
- (en) Michael F. Holt, Franklin Pierce, Henry Holt and Company, LLC, coll. « The American Presidents », 2010, 176 p., Kindle (ISBN 978-0-8050-8719-2).
- (en) David M. Potter, The Impending Crisis, 1848-1861, New York/San Francisco, Calif./London, Harper & Row, 1976, 638 p. (ISBN 0-06-013403-8).
- (en) Peter A. Wallner, Franklin Pierce : New Hampshire's Favorite Son, Plaidswede, 2004, 322 p. (ISBN 0-9755216-1-6).
- (en) Peter A. Wallner, Franklin Pierce : Martyr for the Union, Plaidswede, 2007, 536 p. (ISBN 978-0-9790784-2-2).